# Wiener Neustädter Lokomotivfabrik

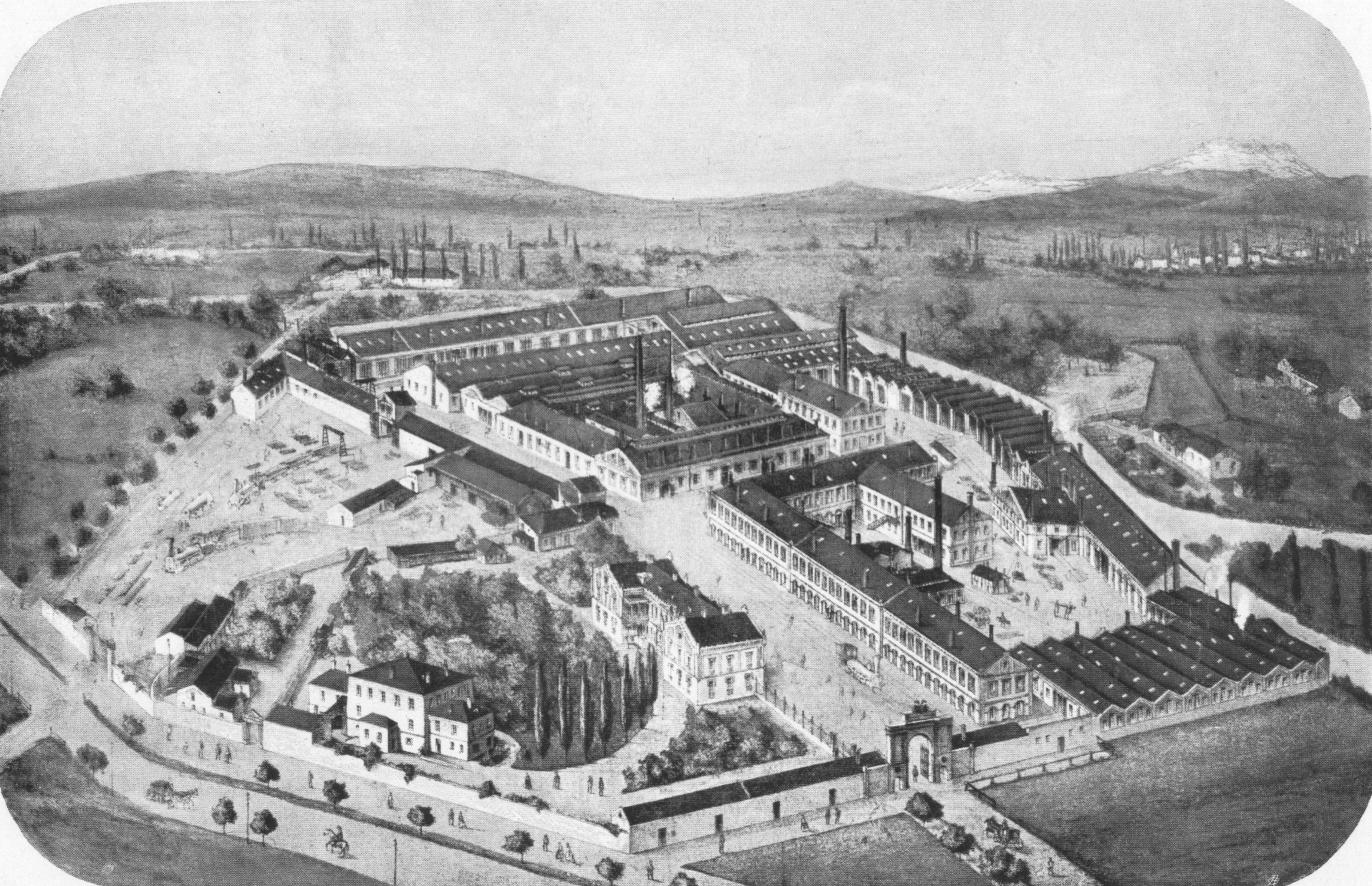
Perspektive der Wiener Neustädter Lokomotivfabrik in den 1860er Jahren; rechts unten das Portal

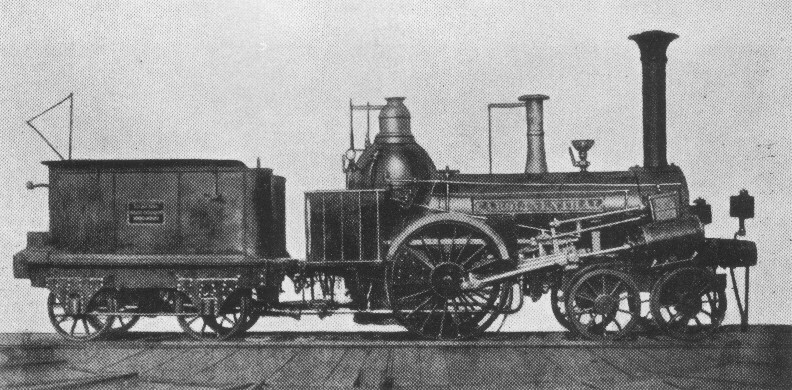
Carolinenthal der k.k. Nördlichen Staatsbahn (Fabriksnr. 4/1842)

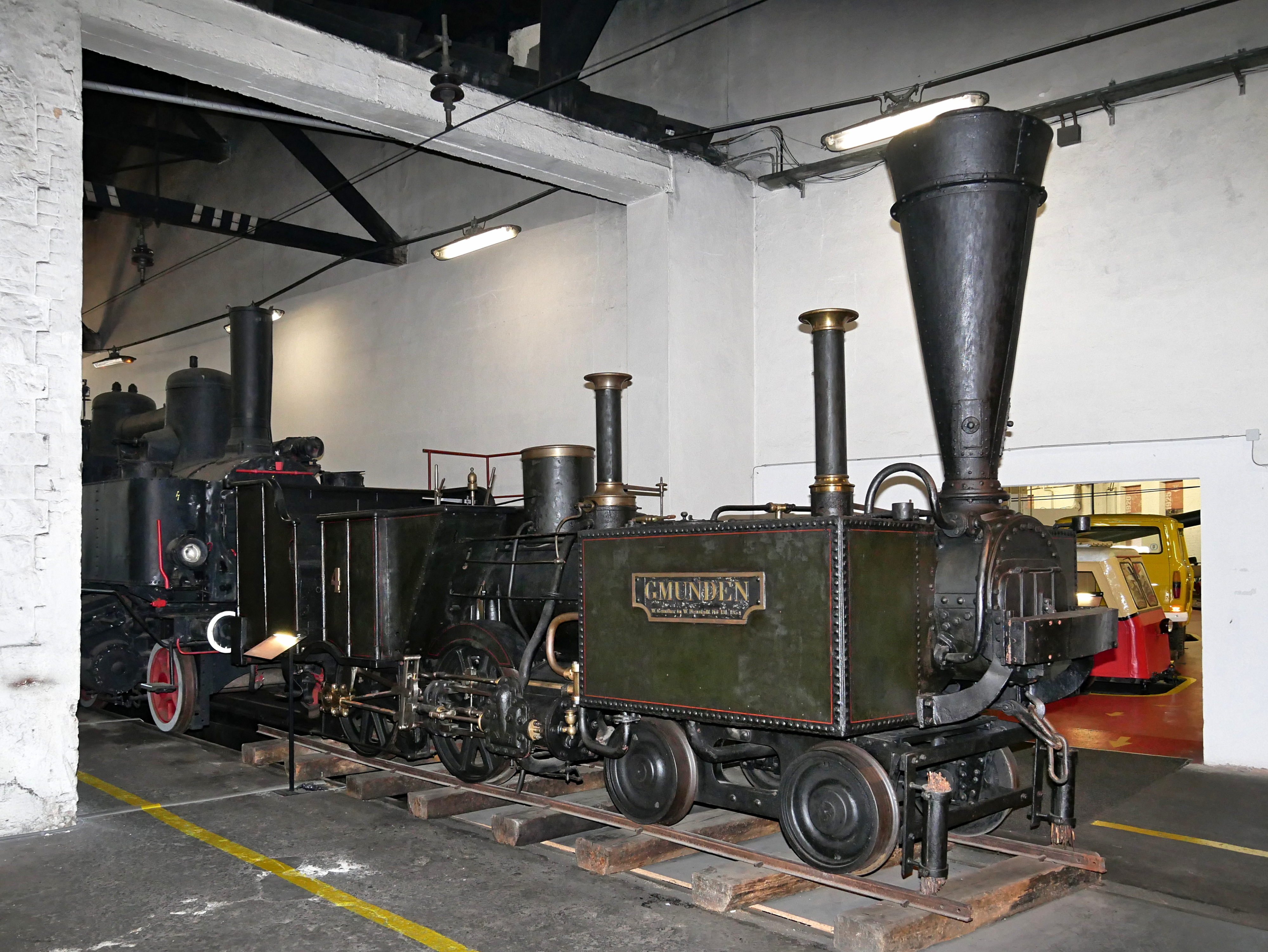
Gmunden der Ersten Eisenbahn-Gesellschaft (1854)

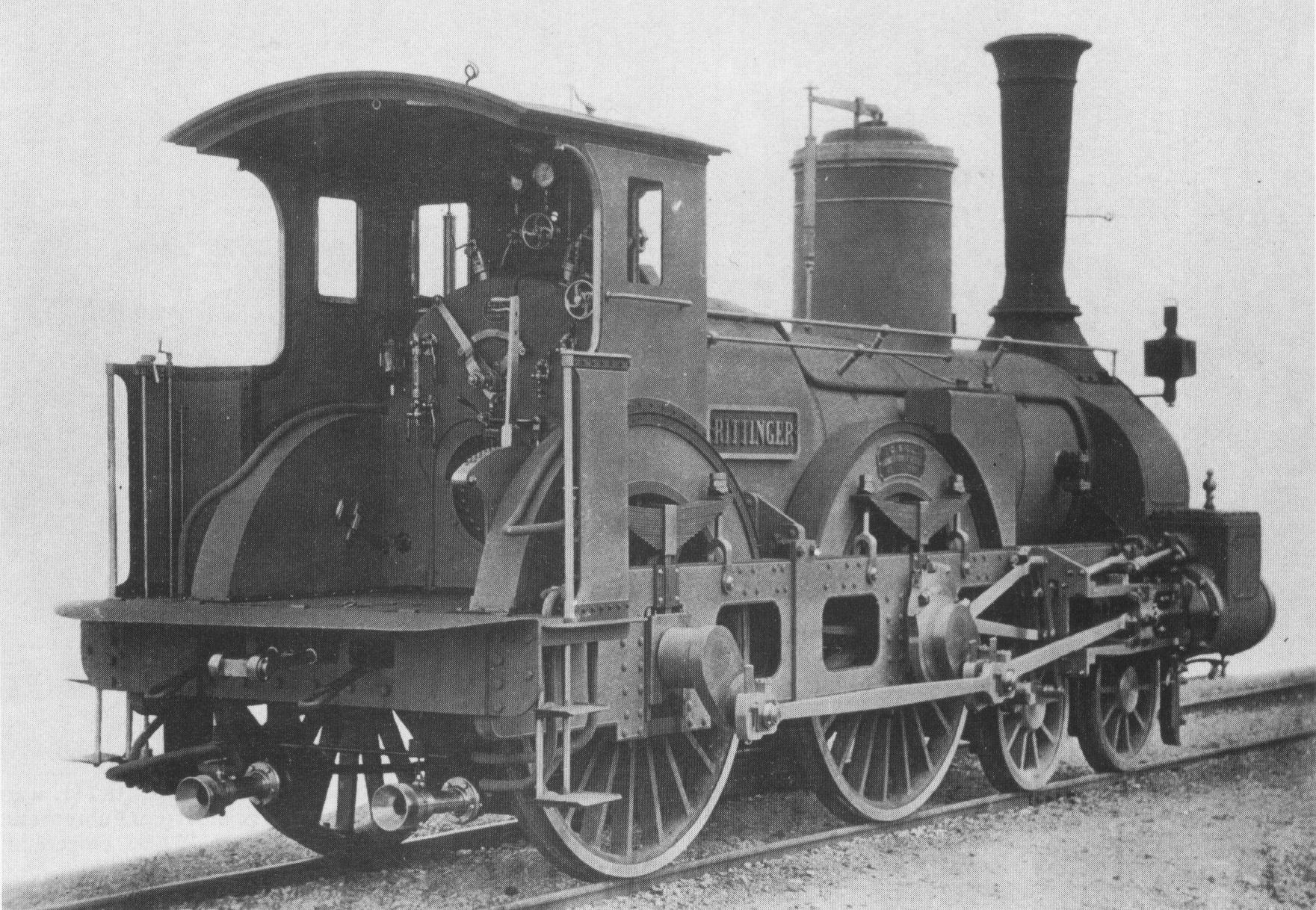
Die Rittinger der ÖNWB (1873)

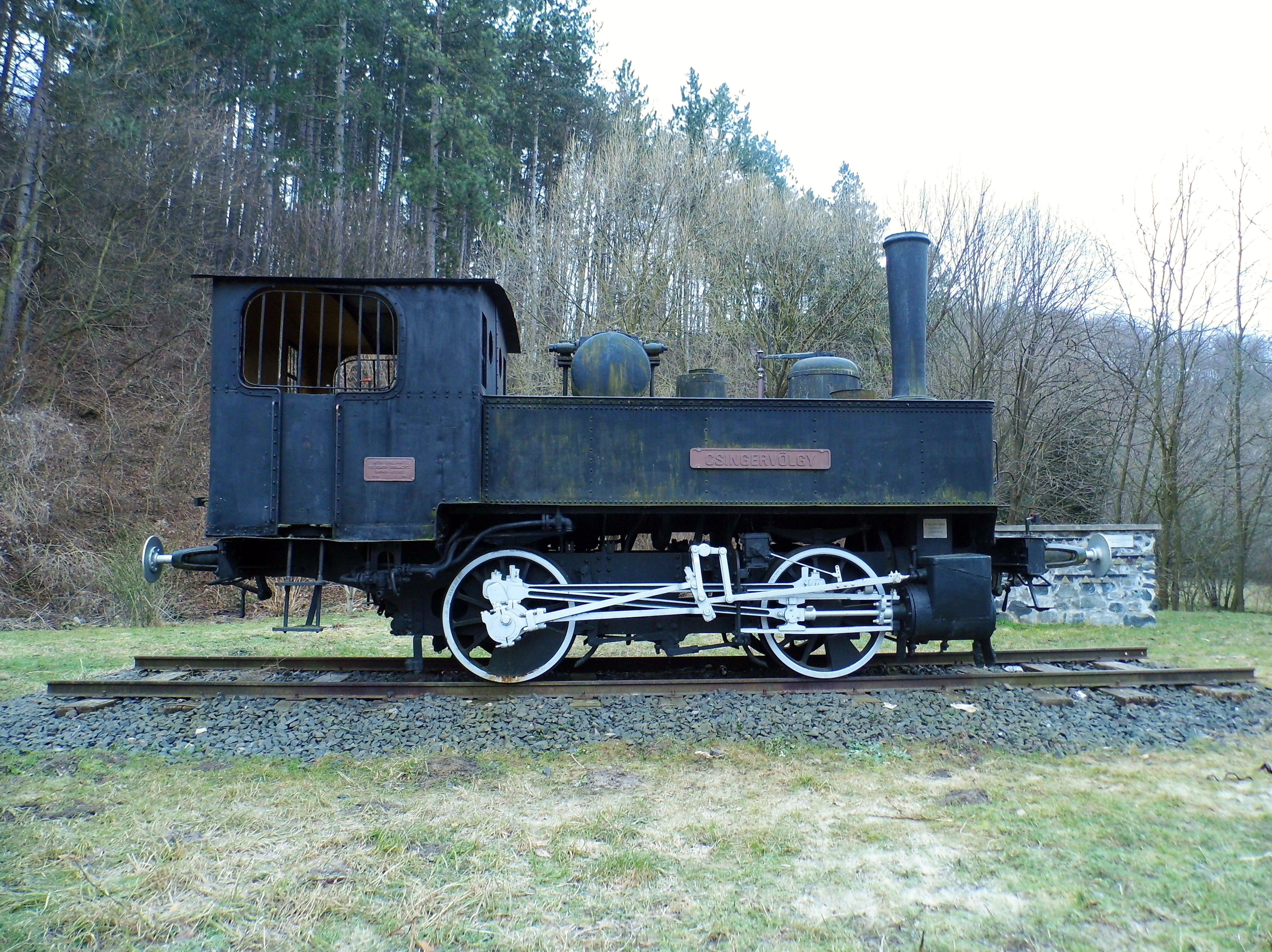
Csingervölgy in Ajka-Csingervölgy, (Fabriksnr. 3438/1890)

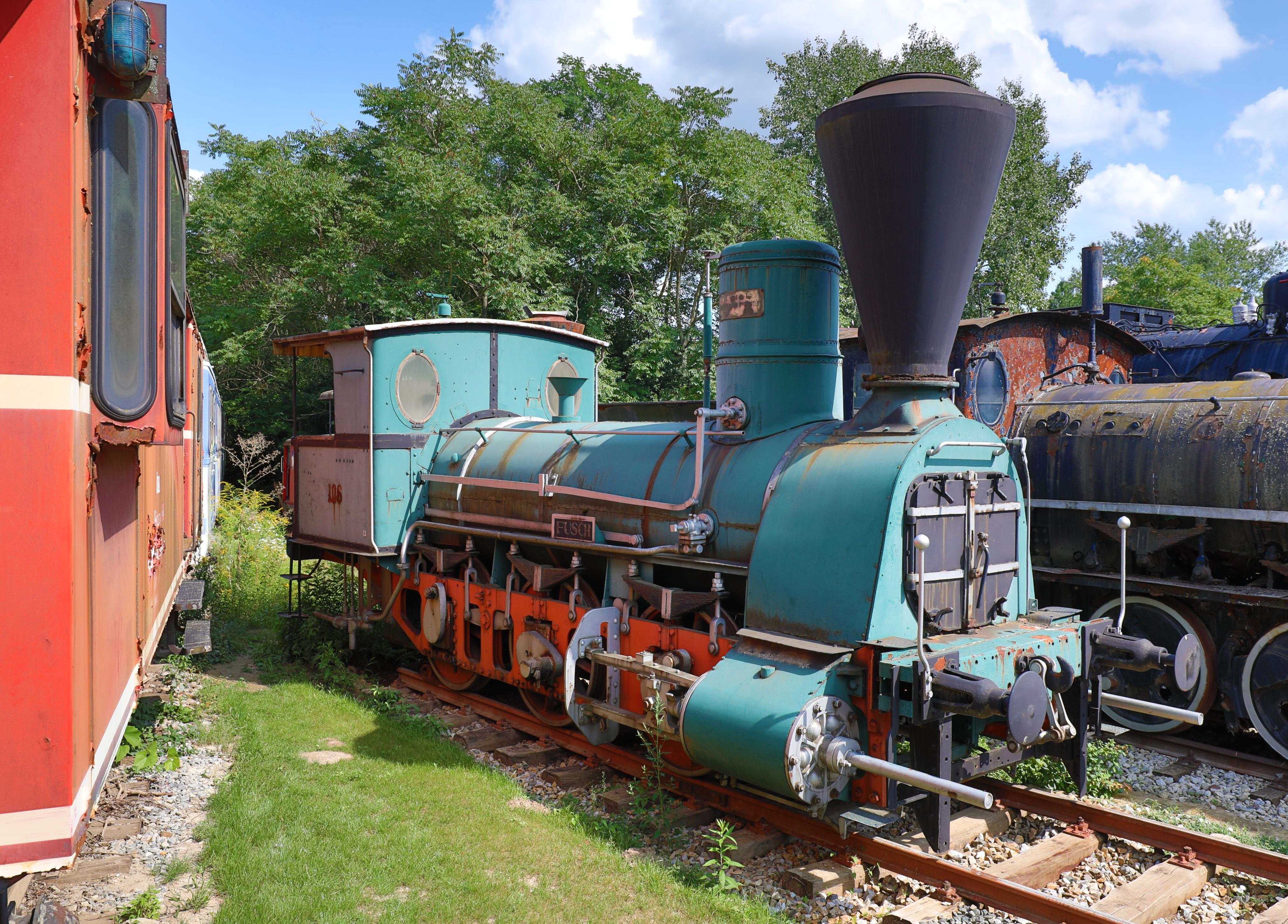
KEB IV 106 der Kaiserin Elisabeth-Bahn (Fabriksnr. 652/1868)

Die Wiener Neustädter Lokomotivfabrik im niederösterreichischen Wiener Neustadt war die größte Lokomotiv- und Maschinenfabrik in der Österreichisch-Ungarischen Monarchie. Während des Zweiten Weltkrieges befanden sich auf dem Gelände die Rax-Werke, die Rüstungsgüter herstellten und unter anderem eine Außenstelle des KZ-Mauthausen (Serbenhalle).

## Geschichte
Bereits 1841 wurde die Eisenbahnstrecke Wiener Neustadt – Wien eröffnet, 1842 reichte die k. k. priv. Wien-Raaber-Eisenbahn bis Gloggnitz und 1854 wurde der Semmering erreicht.
So dauerte es nicht lange, bis man auch in Österreich die Chance erkannte, die sich durch den nunmehr so sehr forcierten Bau von Eisenbahnen einer Lokomotiverzeugung bot.
Die Gründung der Wiener Neustädter Lokomotivfabrik erfolgte mit einem Gesellschaftsvertrag vom 28. Februar 1842, geschlossen zwischen Carl von Prevenhueber, dem Schwiegersohn und Bevollmächtigten des Krieglacher Eisenwerksbesitzers Josef Seßler, einerseits und Wenzel Günther, zuvor Ingenieur der k.k. priv. Wien-Raaber-Eisenbahngesellschaft, und den Maschinenmeistern dieser Gesellschaft, Heinrich Bühler sowie Fidelius Armbruster, andererseits.
Da sich das dafür angebotene Gelände im Nordosten von Wiener Neustadt zum Teil auf einer aufgelassenen Wattefabrik und zum anderen Teil auf einer alten Gewehr- und Metallschleiferei befand, entstand daher später der Ausdruck Schleife für das Gelände der Lokomotivfabrik. Modell für die ersten sechs Dampflokomotiven stand hierbei eine 1838 von der Wien-Gloggnitzer Eisenbahn-Gesellschaft in Amerika gekaufte Maschine.
1845 wurde der Gesellschaftsvertrag aufgelöst, und Wenzel Günther wurde Alleininhaber. 1850/51 beteiligte sich das Unternehmen an einem Staatspreisausschreiben zum Entwurf einer Lokomotive für die Semmeringbahn und konnte mit der Maschine Neustadt den zweiten Preis erringen. Am 5. August 1853 erhielt Günther die Landesfabriksbefugnis: Das Werk, das bereits 280 Arbeiter beschäftigte, durfte sich k.k. priv. Locomotiv & Maschinen-Fabrik Wiener Neustadt nennen.

### Blütezeit

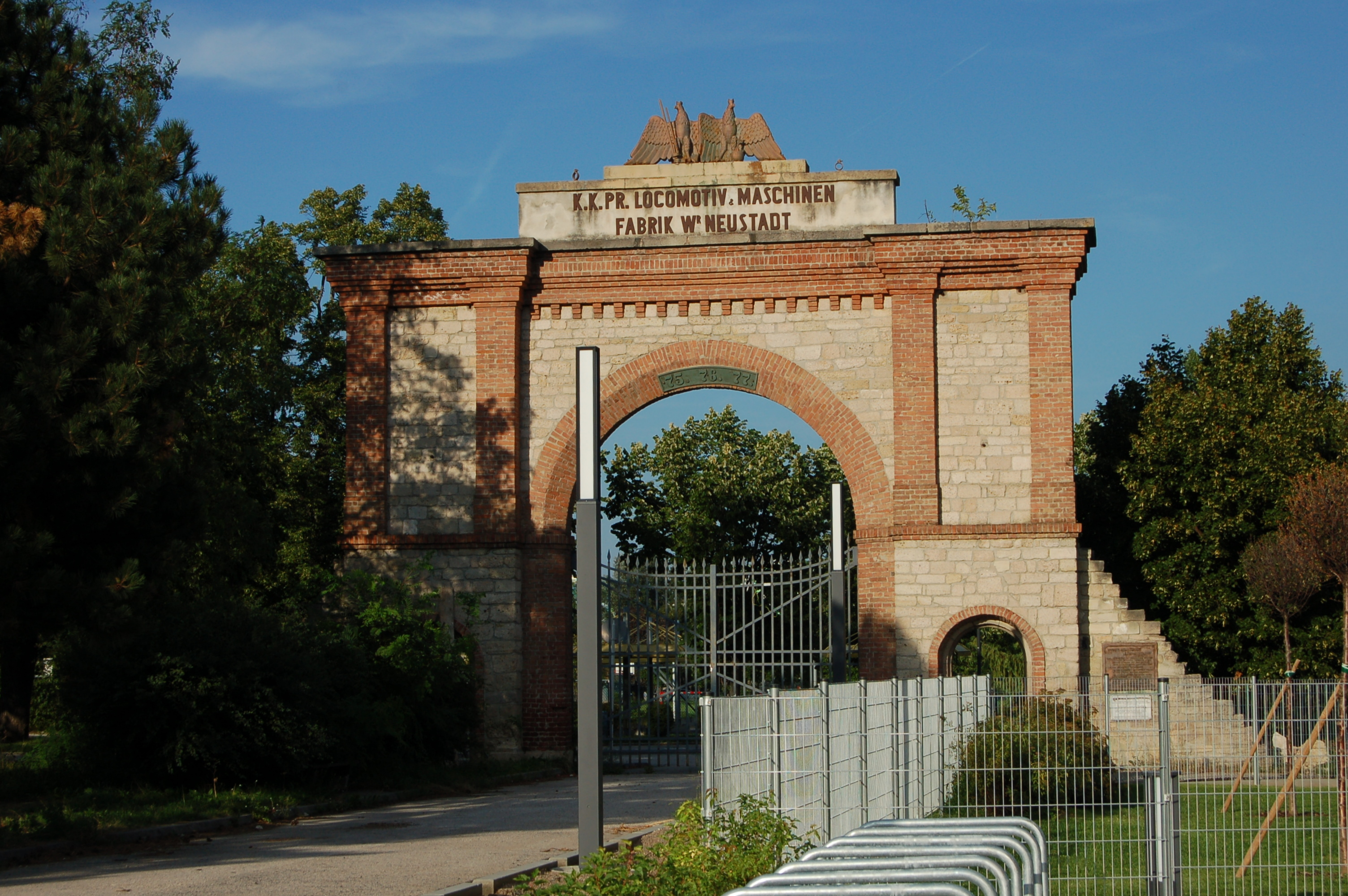
Portal der ehemaligen Fabrik heute (Franz-Fehringer-Weg),

1858 kam die Verwaltung der Fabrik an die Österreichische Credit-Anstalt für Handel und Gewerbe, die bedeutende technische Neuerungen vornahm. 1860 wurde das Werk an den Wiener Maschinenfabriksbesitzer Georg Sigl verpachtet und schließlich 1861 an diesen verkauft. Dieser baute das Werk zur größten Maschinenfabrik der Monarchie aus. 1870 wurde bereits die 1.000. Lokomotive hergestellt, und die Belegschaft zählte annähernd 3.000 Personen. 1870 erwarb Sigl Bauland jenseits der Pottendorfer Straße und errichtete dort Neubauten. Die Produktpalette beinhaltete neben Lokomotiven auch Kessel, Druckerpressen, Schiffsdampfmaschinen und andere Maschinen, die weltweit exportiert wurden.
Auf der Wiener Weltausstellung 1873 war das Unternehmen unter anderem mit der als richtungsweisend angesehene Lokomotive Rittinger der Nordwestbahn vertreten. Diese mit der in einem Exemplar gebauten Südbahn-Reihe 16a baugleiche Maschine stellte den Beginn einer sehr erfolgreichen und bis in die späten 1890er Jahre gebauten Konstruktion von 2′B-Schnellzugsloks mit Außenrahmen und niedriger Kessellage dar. Zu dieser zum Großteil von Wiener Neustadt gebauten und an so gut wie alle großen österreichischen Bahngesellschaften gelieferten Typenfamilie zählten die Reihen kkStB 1, kkStB 2, kkStB 4, ÖNWB Ic, Südbahn 17c, ATE Ib, MAV Ia, KFNB IIc und EWA IIa.
Als Folge des Börsenkrachs von 1873 blieben die Bestellungen der Bahnen aus, und die Lokomotivfabrik musste an das Unternehmen Schoeller & Co. verkauft und bald darauf in eine Aktiengesellschaft, die Aktien Gesellschaft der Lokomotiv-Fabrik vormals G. Sigl, umgewandelt werden, an der auch die Staatsverwaltung zu einem Drittel beteiligt war.
Die Wiener Neustädter Lokomotivfabrik spielte auch eine frühe Rolle in der Österreichischen Arbeiterbewegung. So wurde bereits im Zuge der Märzrevolution 1848 der 10-Stunden-Tag durch und für die Arbeiter eingeführt, der ihnen aber im Zuge der Konterrevolution wieder entzogen wurde. 1865 wurde der erste österreichische Arbeiterverein in der Wiener Neustädter Lokomotivfabrik gegründet.
Nördlich der Neubauten von 1870 wurden zwischen 1907 und 1912 weitere Fabrikshallen errichtet. Das alte Werksgebäude wurde stillgelegt, baulich als Kaserne adaptiert und von März 1910 bis März 1912 vom bosnisch-herzegowinischen Infanterieregiment Nummer 1 bezogen. Anfangs zog das 4. Bataillon ein, dann das 2. Bataillon. Im Ersten Weltkrieg diente das alte Werk sowohl als Kaserne wie auch als Kriegsgefangenenlager. 
Der Tornado vom 10. Juli 1916 zerstörte den Großteil des alten Werkes. Der Wiener Neustädter Denkmalschutzverein restaurierte mit Hilfe von Schülern der Höheren Technischen Bundeslehranstalt zwischen 1974 und 1977 das als Triumphpforte ausgebildete, um 1860 erbaute Portal des alten Werkes. Es ist heute denkmalgeschützt und der Österreichischen Arbeiterbewegung gewidmet.

### Niedergang
Nach dem Ersten Weltkrieg wurde durch das Wegbrechen der Kronländer die Produktion stark eingeschränkt und die Belegschaft wurde auf wenige hundert Mann reduziert.
Mit dem Ausbruch der Weltwirtschaftskrise wurden die Überkapazitäten der mittlerweile vier österreichischen Lokomotivfabriken für den kleinen Inlandsmarkt offensichtlich, und so kam 1930 das Aus für die mittlerweile zum Konzern der Österreichischen Credit-Anstalt gehörenden Aktien Gesellschaft der Lokomotiv-Fabrik vormals G. Sigl. Letzte gebaute Lokomotive war das Dreizylinder-Schnellzugs-Einzelstück BBÖ 114.01. Die Fabrik wurde in Folge von der Wiener Lokomotivfabrik Floridsdorf übernommen und als Zweigbetrieb bald wieder eröffnet, es wurden von nun an vor allem Schlepptender gebaut.
Nach dem Anschluss Österreichs übernahm der deutsche Konzern Henschel & Sohn als Mutterfirma der Wiener Lokomotivfabrik die Anlagen und das Werk. Um die Produktion der Tender möglichst zu steigern, wurde das Werk in Folge stark erweitert. Wiener Neustadt wurde zur größten Fabrik für Schlepptender im Deutschen Reich, ein Großteil der Kriegslokomotiven der Reihen 42 und 52 fuhren mit Tendern aus dieser Produktion.
Am 5. Mai 1942 firmierte die ehemalige Lokomotivfabrik unter dem Decknamen Rax-Werk Ges.m.b.H. Ab 1943 wurden dort auch Teile der A4-Raketen (V2) gebaut. Die Raxwerke wurden 1945 bei Luftangriffen auf Wiener Neustadt vollkommen zerstört.

## Bildergalerie

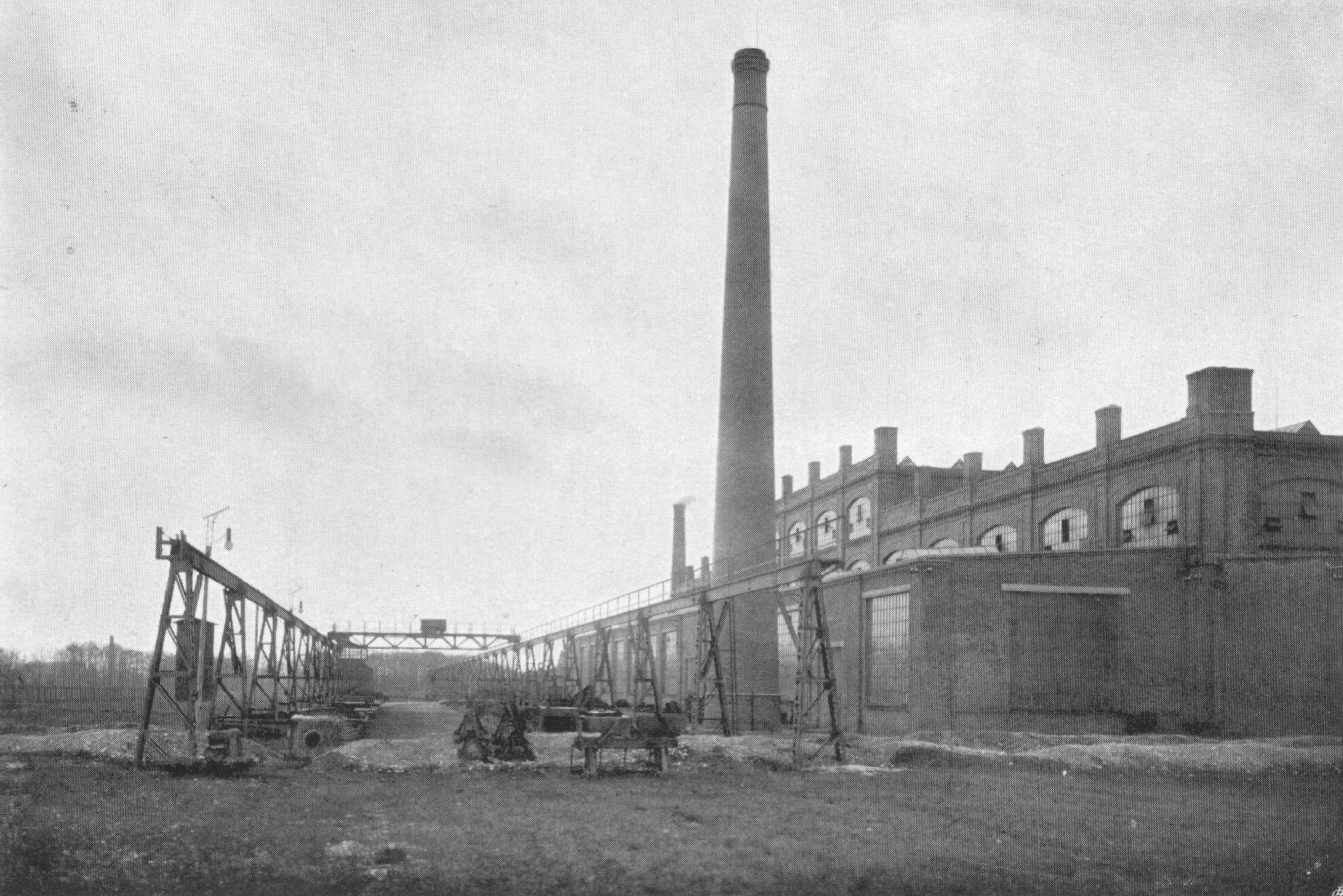
Die 320 m lange Lagerplatz-Krananlage
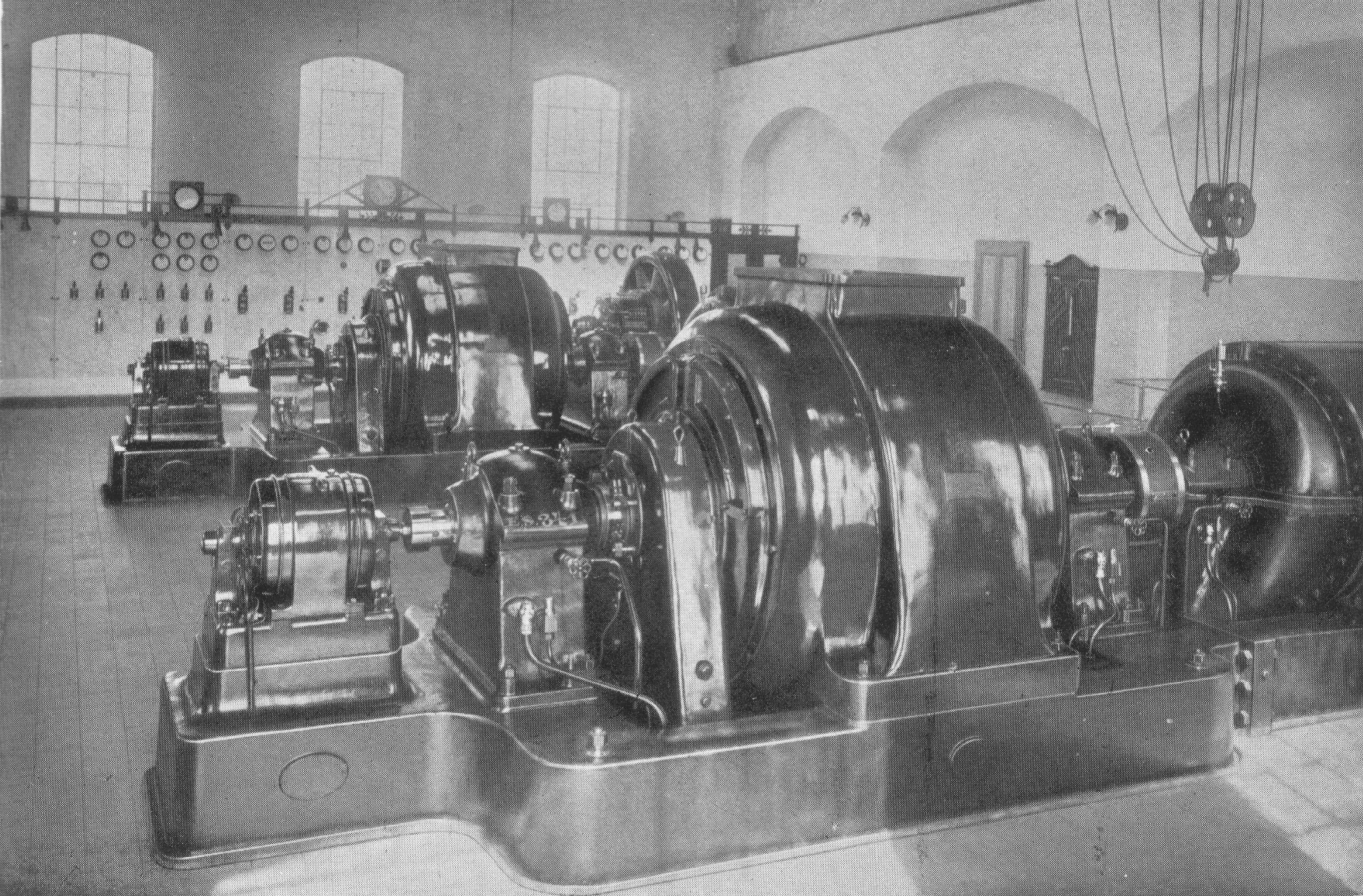
Das Maschinenhaus der elektrischen Zentrale
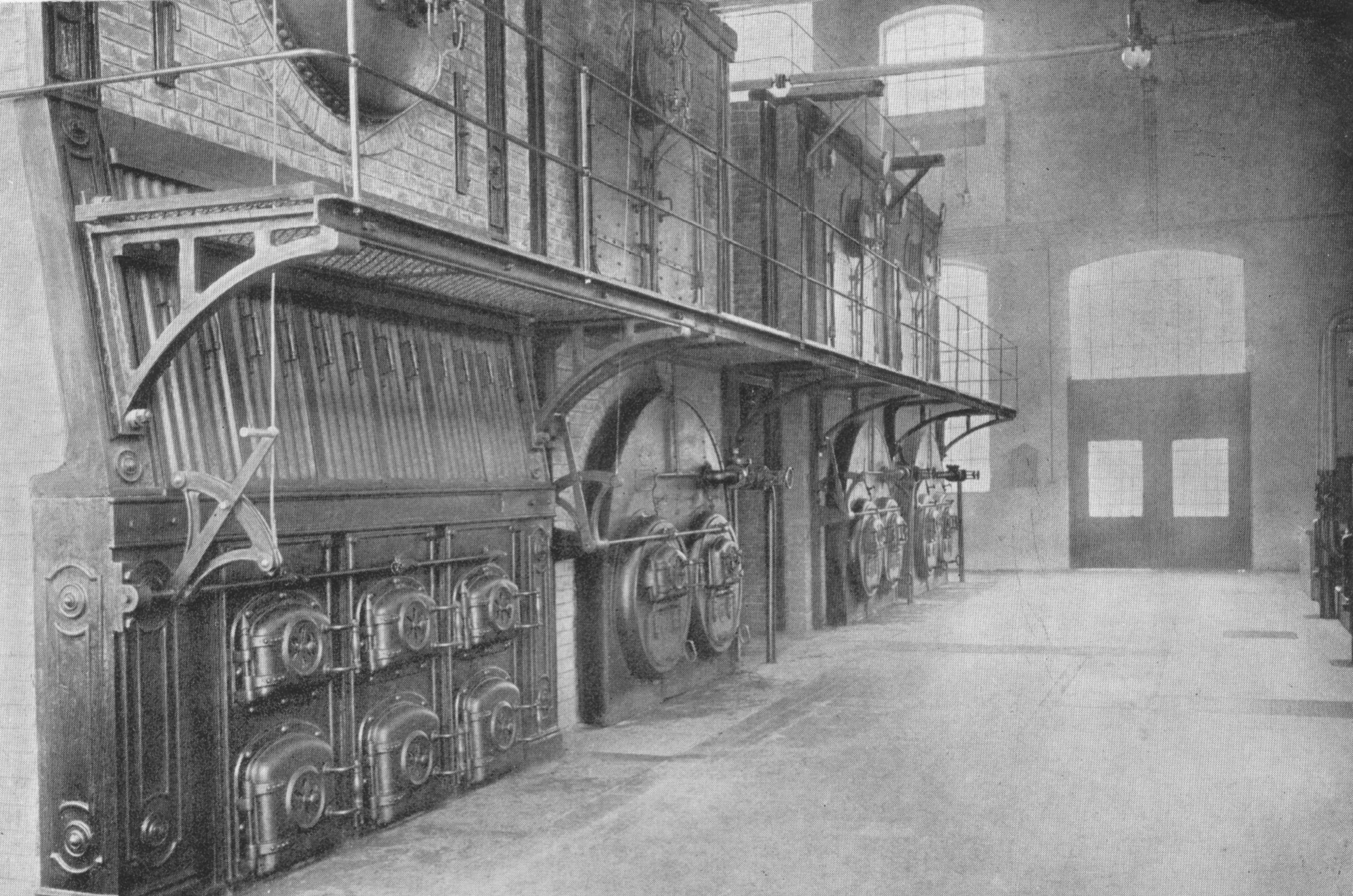
Die Kesselanlage
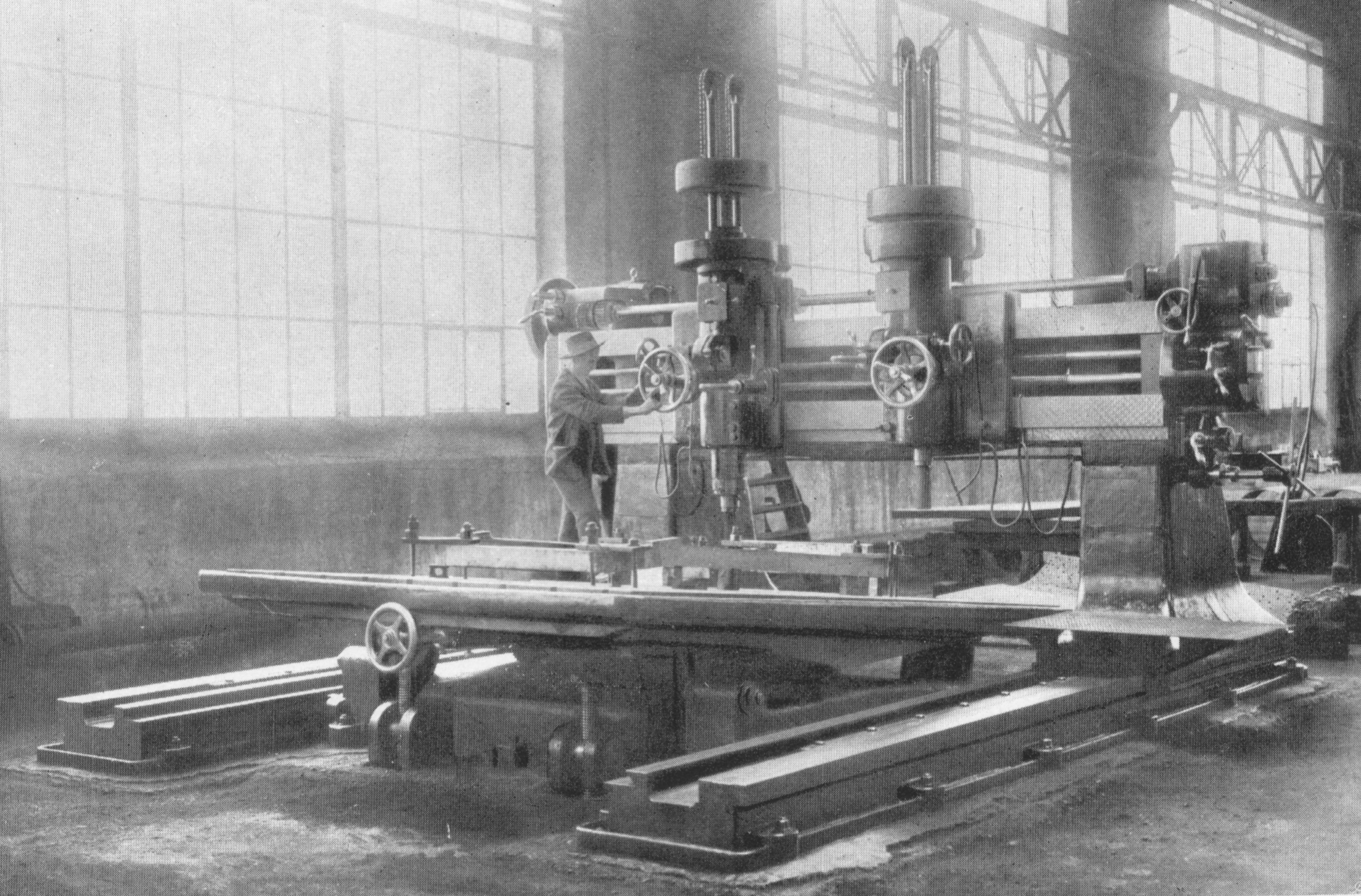
Die Feuerbox-Grundring-Fräsmaschine
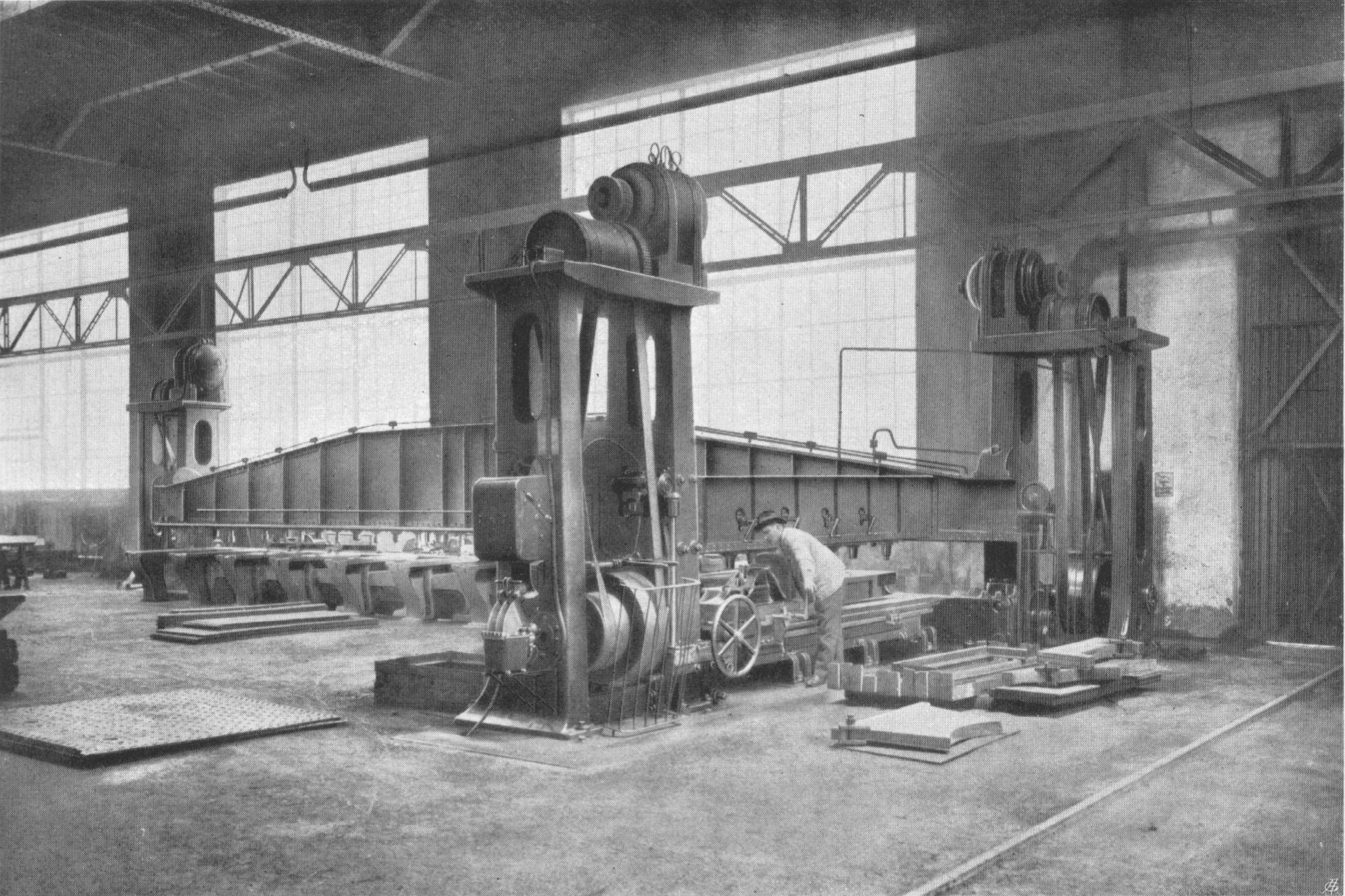
Die Blechkanten-Hobelmaschine
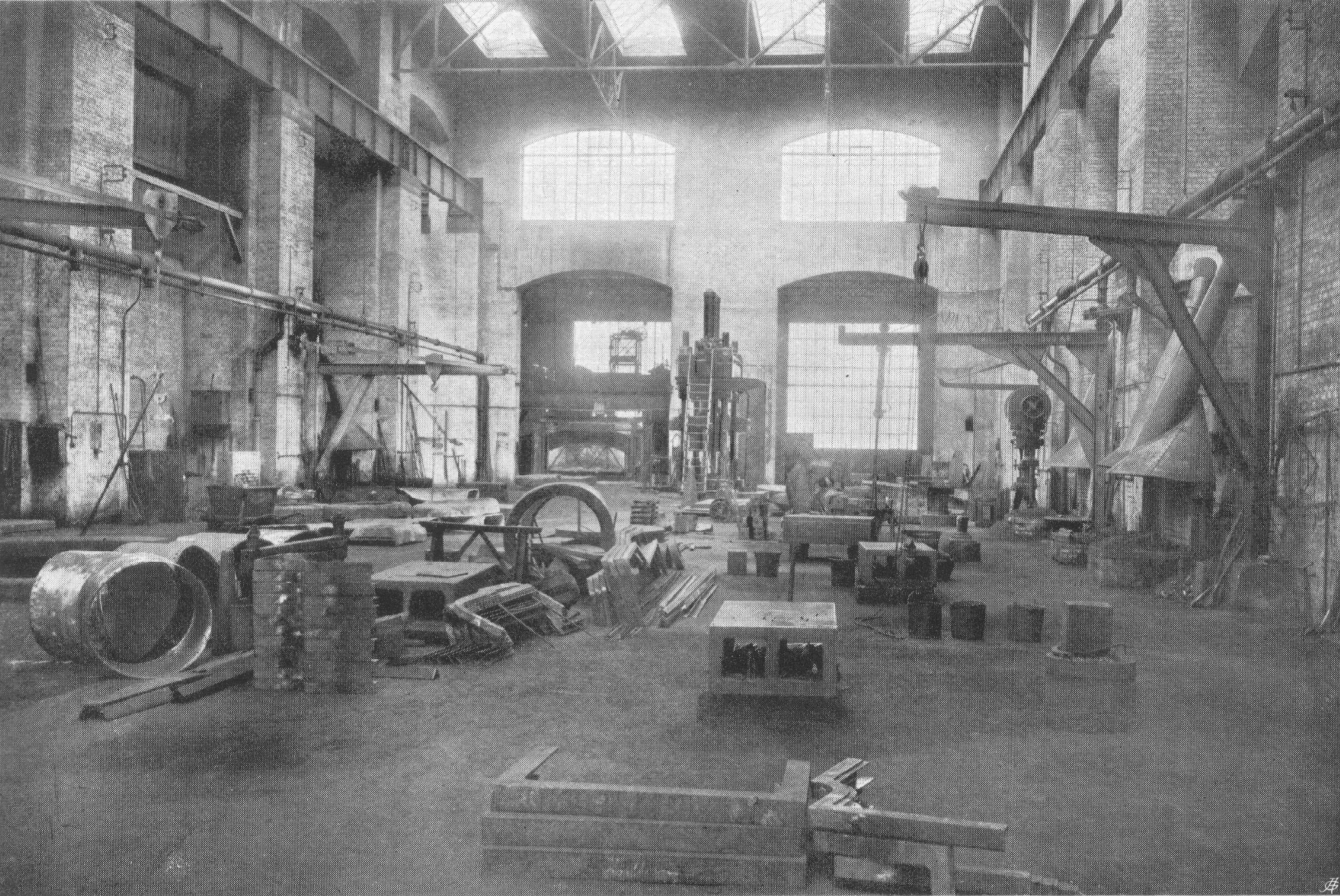
Die Feuerhalle mit hydraulischer Börtelpresse
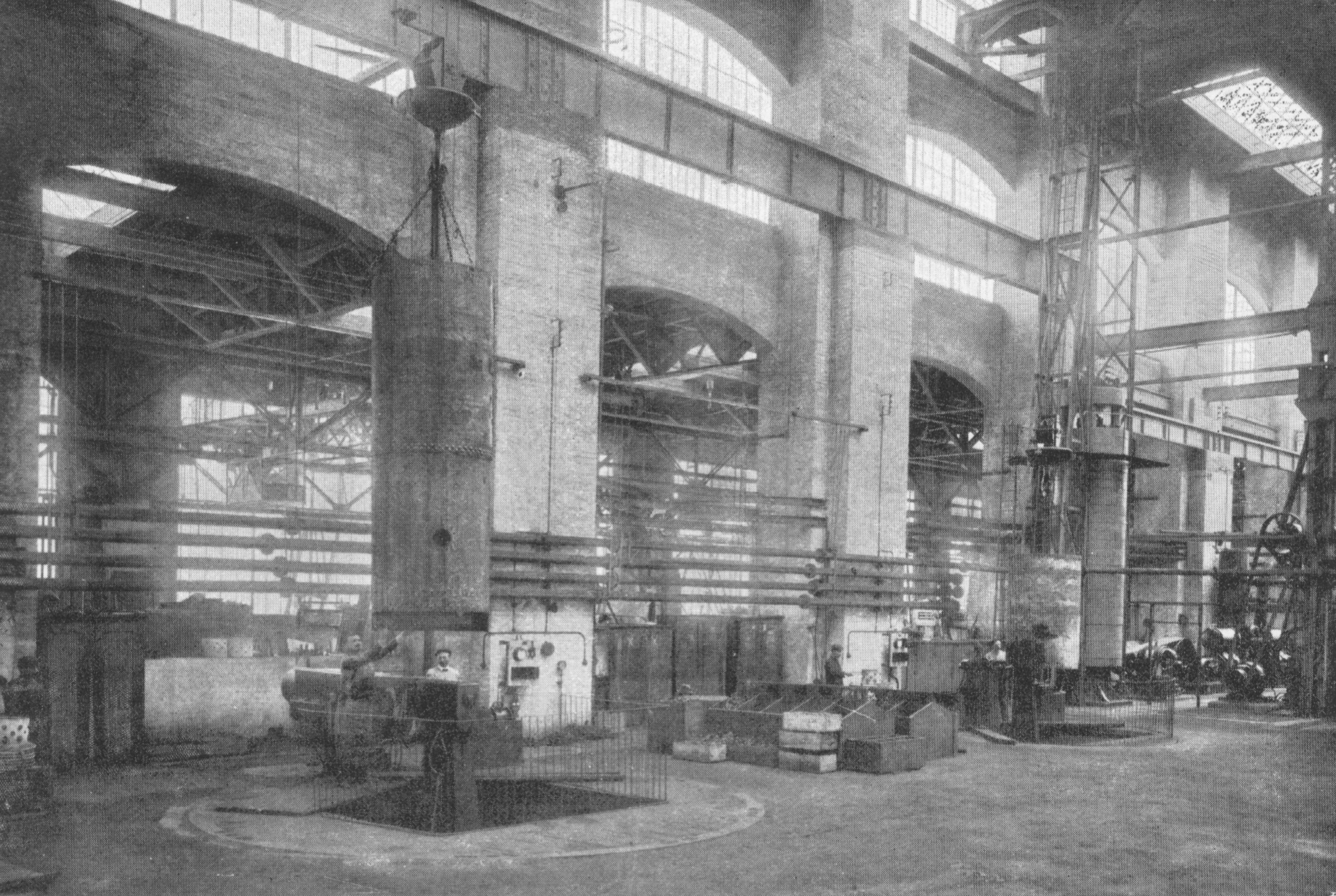
Hydraulische Nietmaschinen
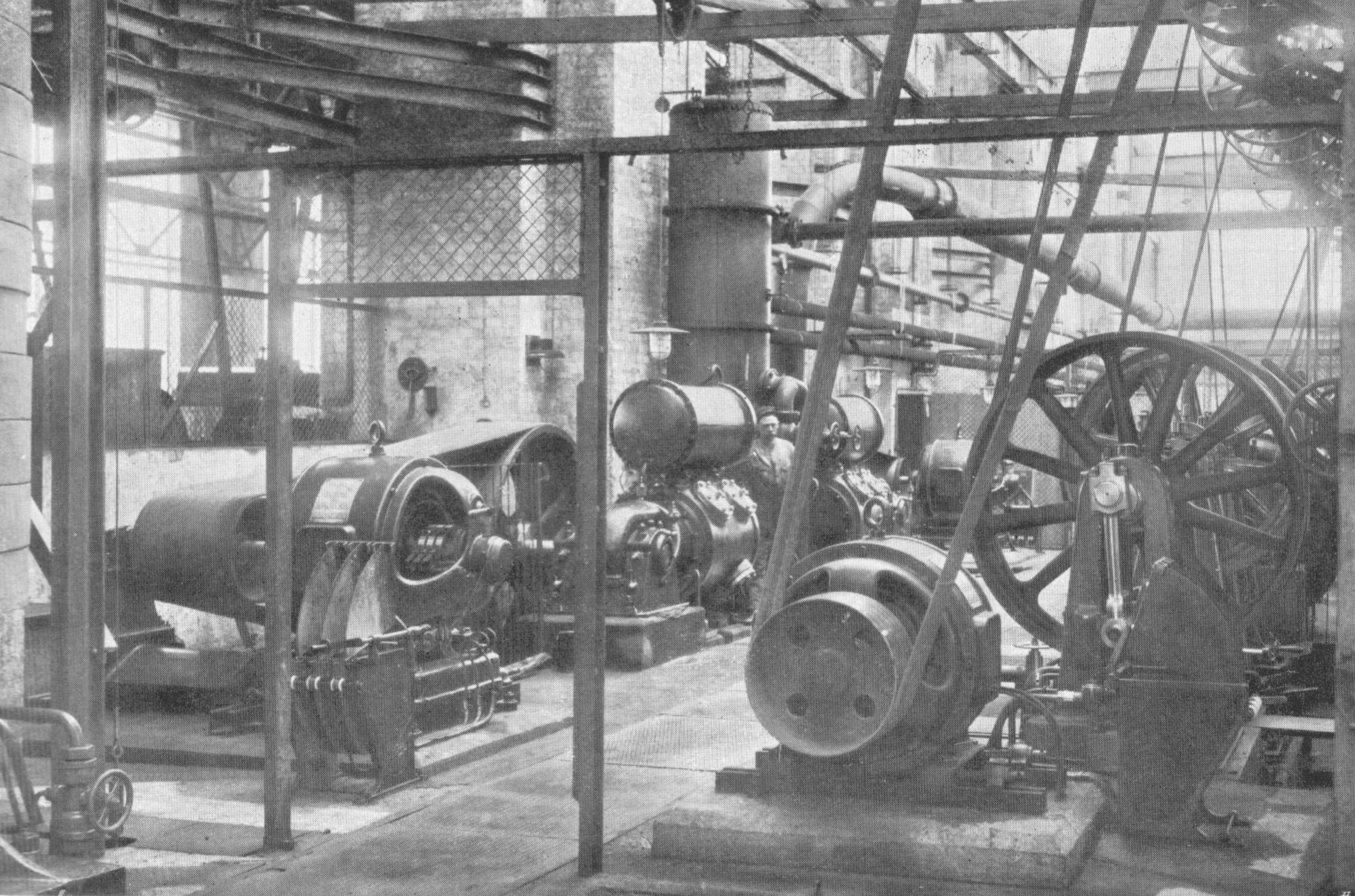
Presspumpen- und Kompressoren-Anlage
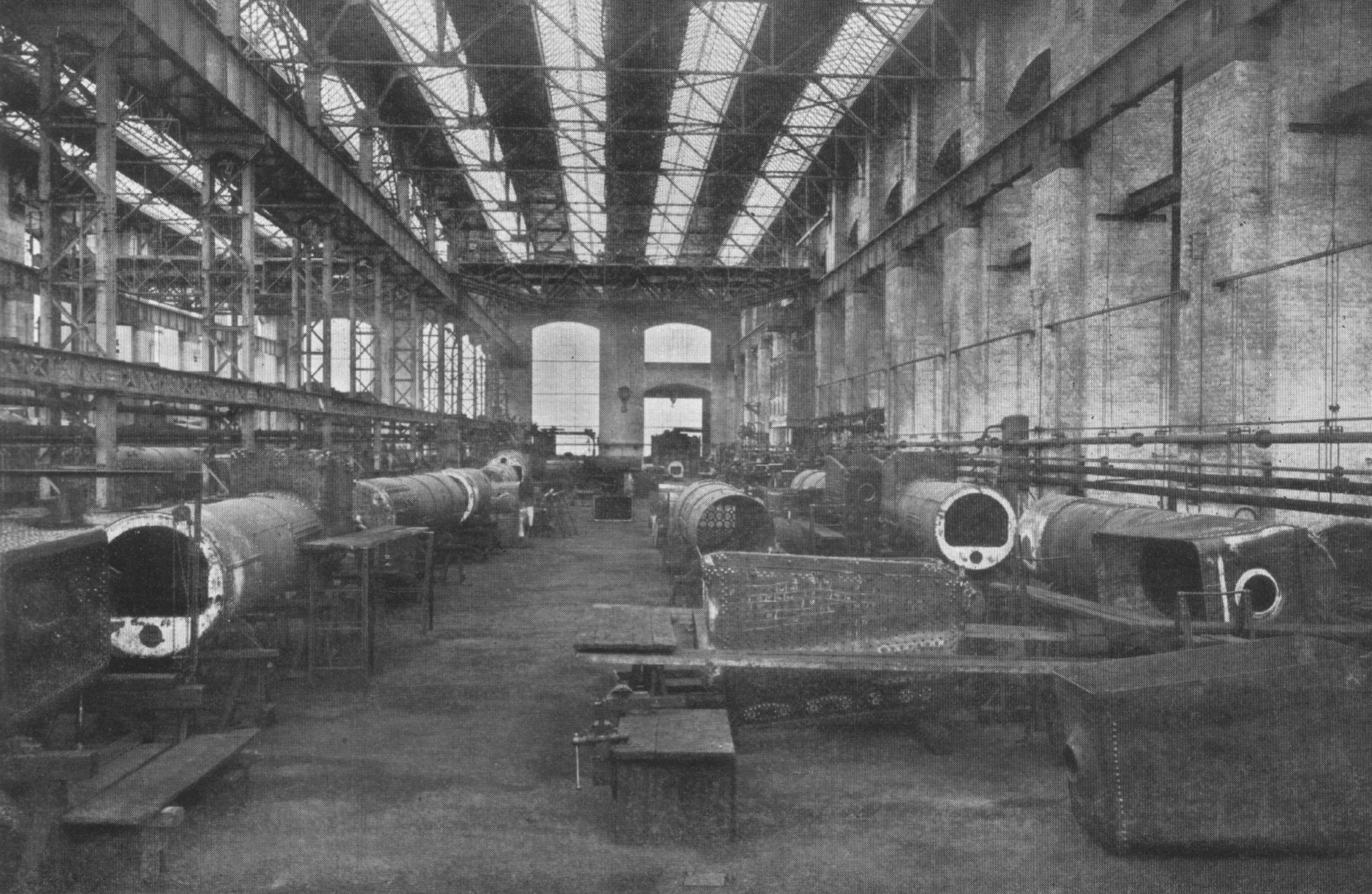
Kesselschmiede-Montagehalle
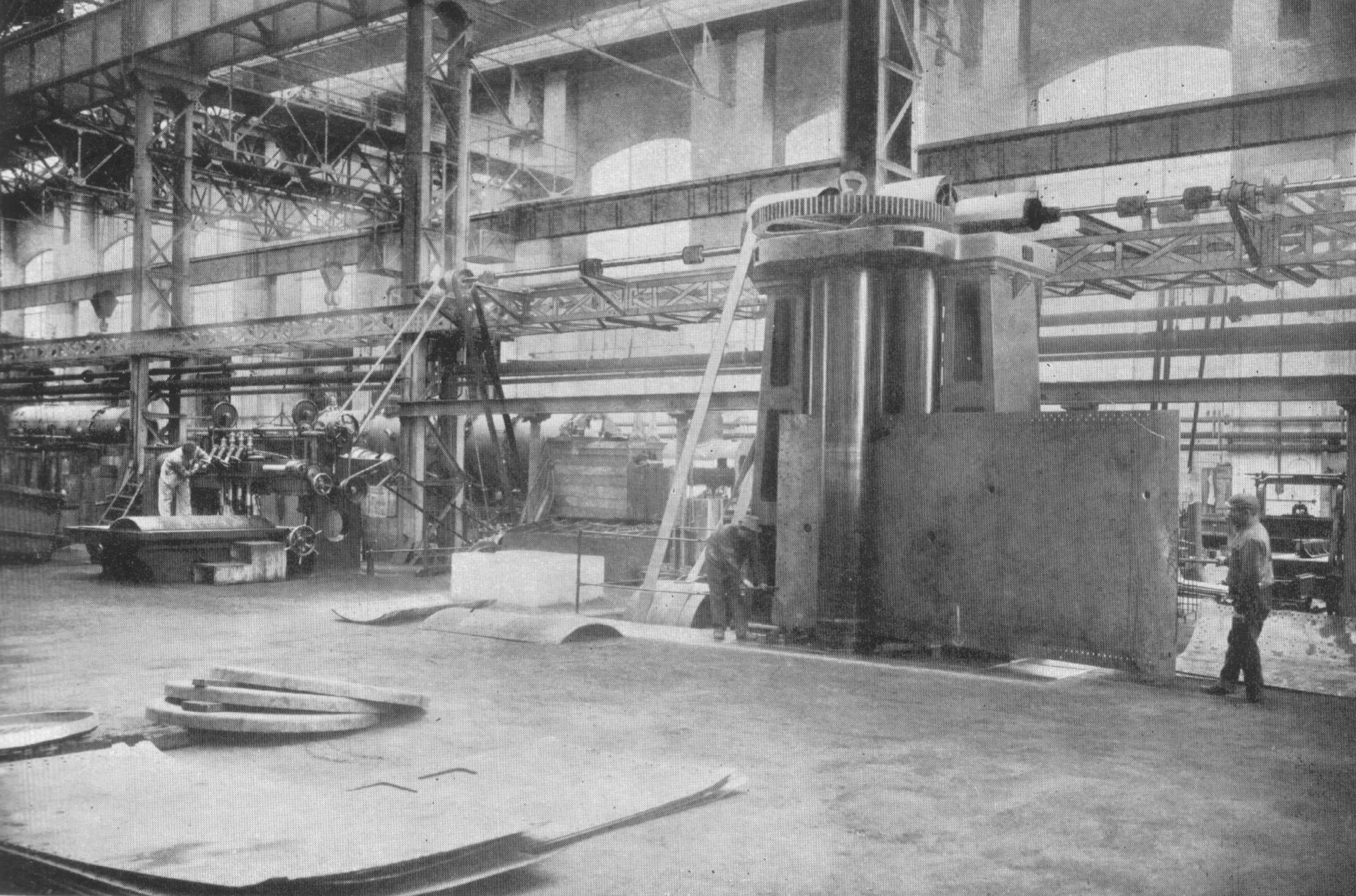
Vertikale Blechbiege-Maschine
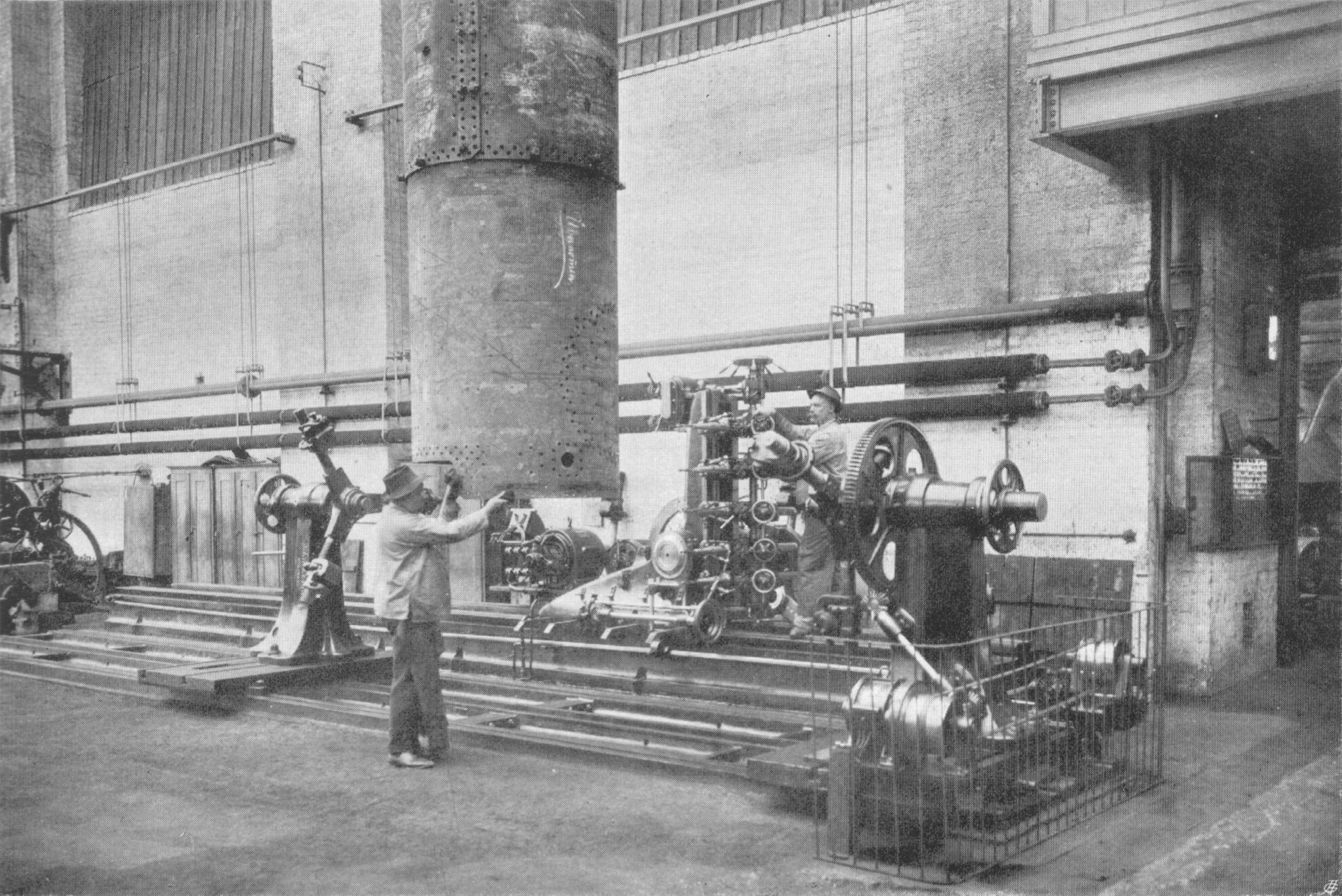
Rundkessel-Bohrmaschine
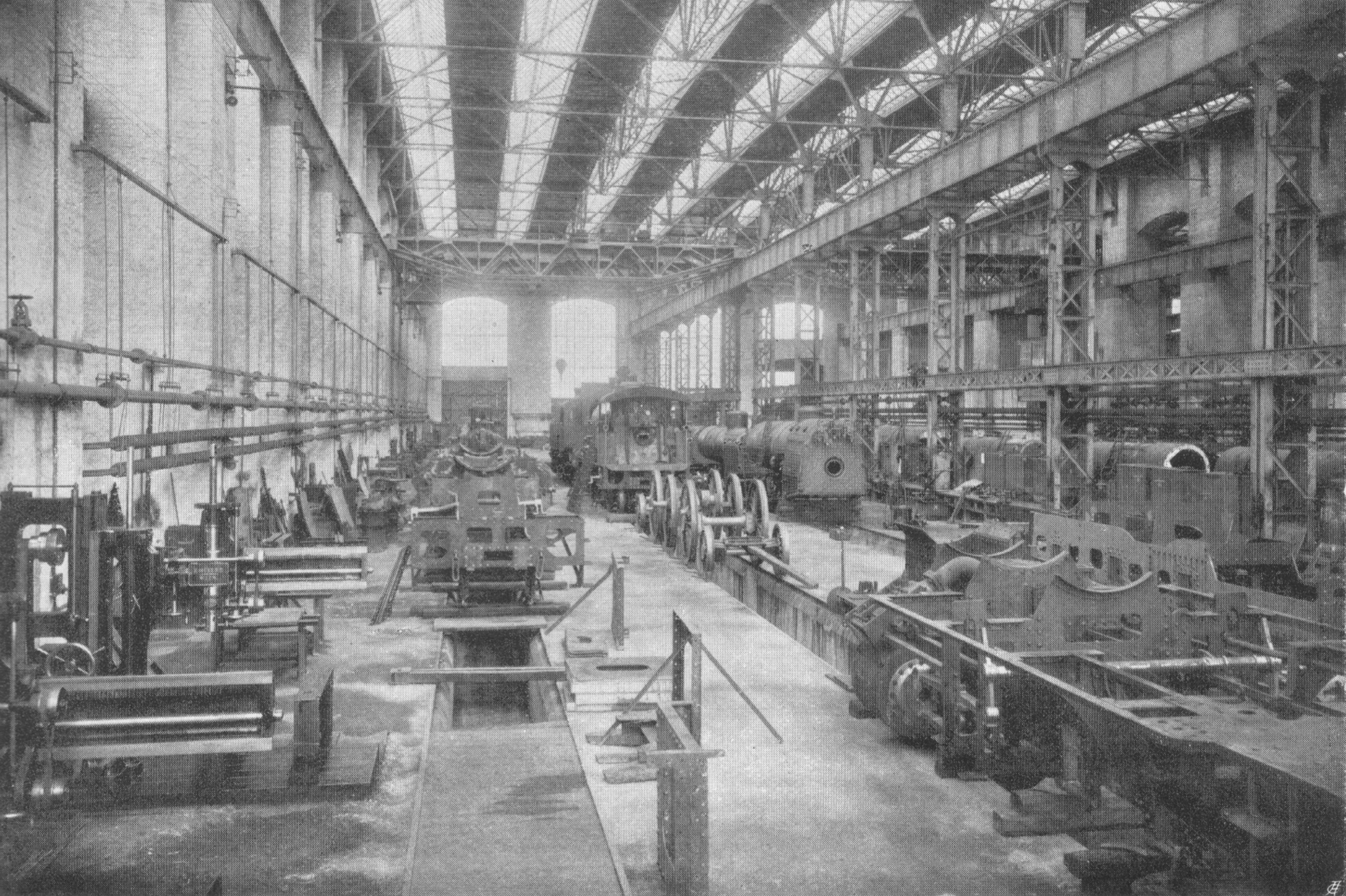
Lokomotiv-Montagehalle
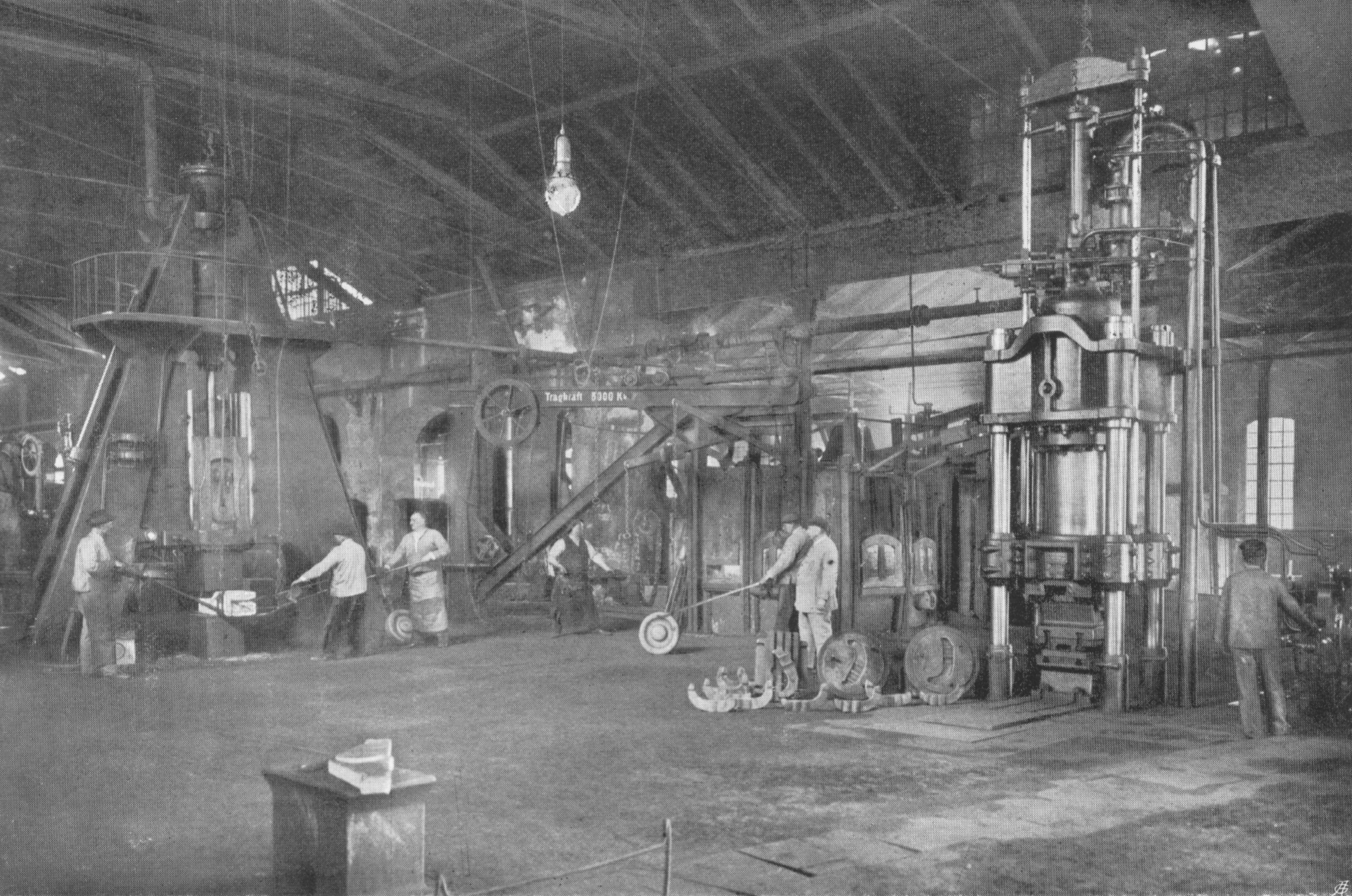
Hammerschmiede
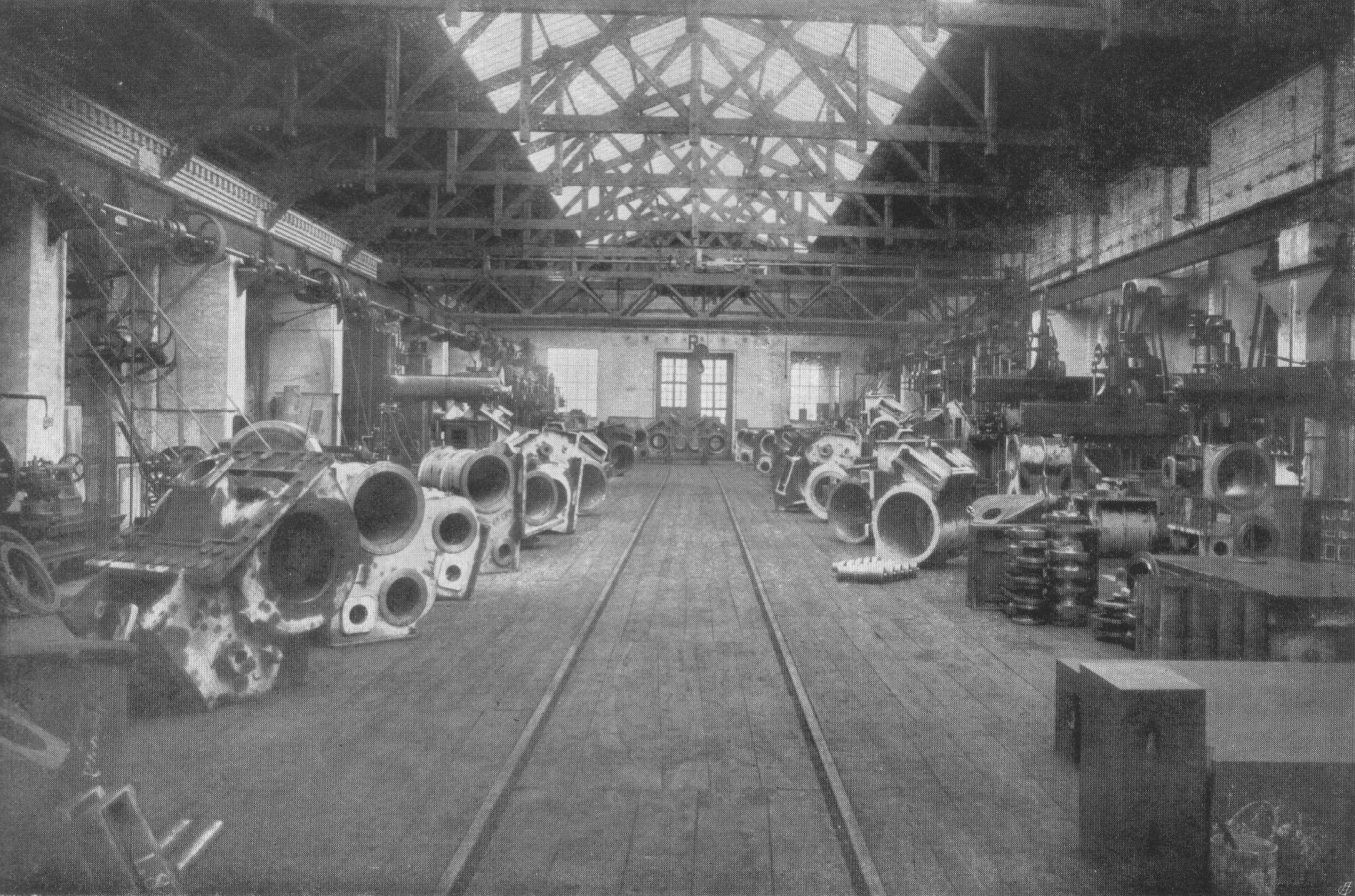
Zylinderwerkstätte
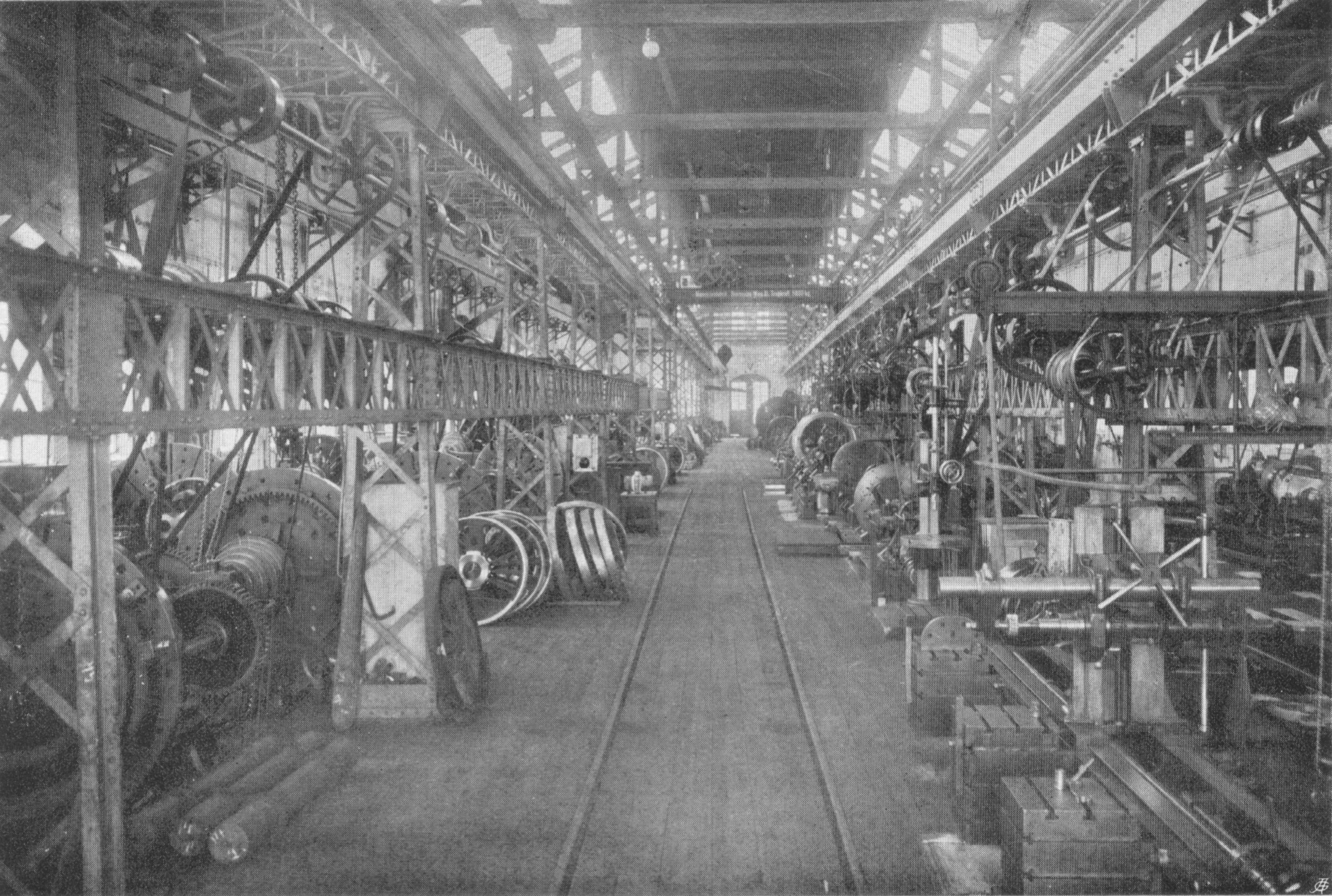
Räderwerkstätte
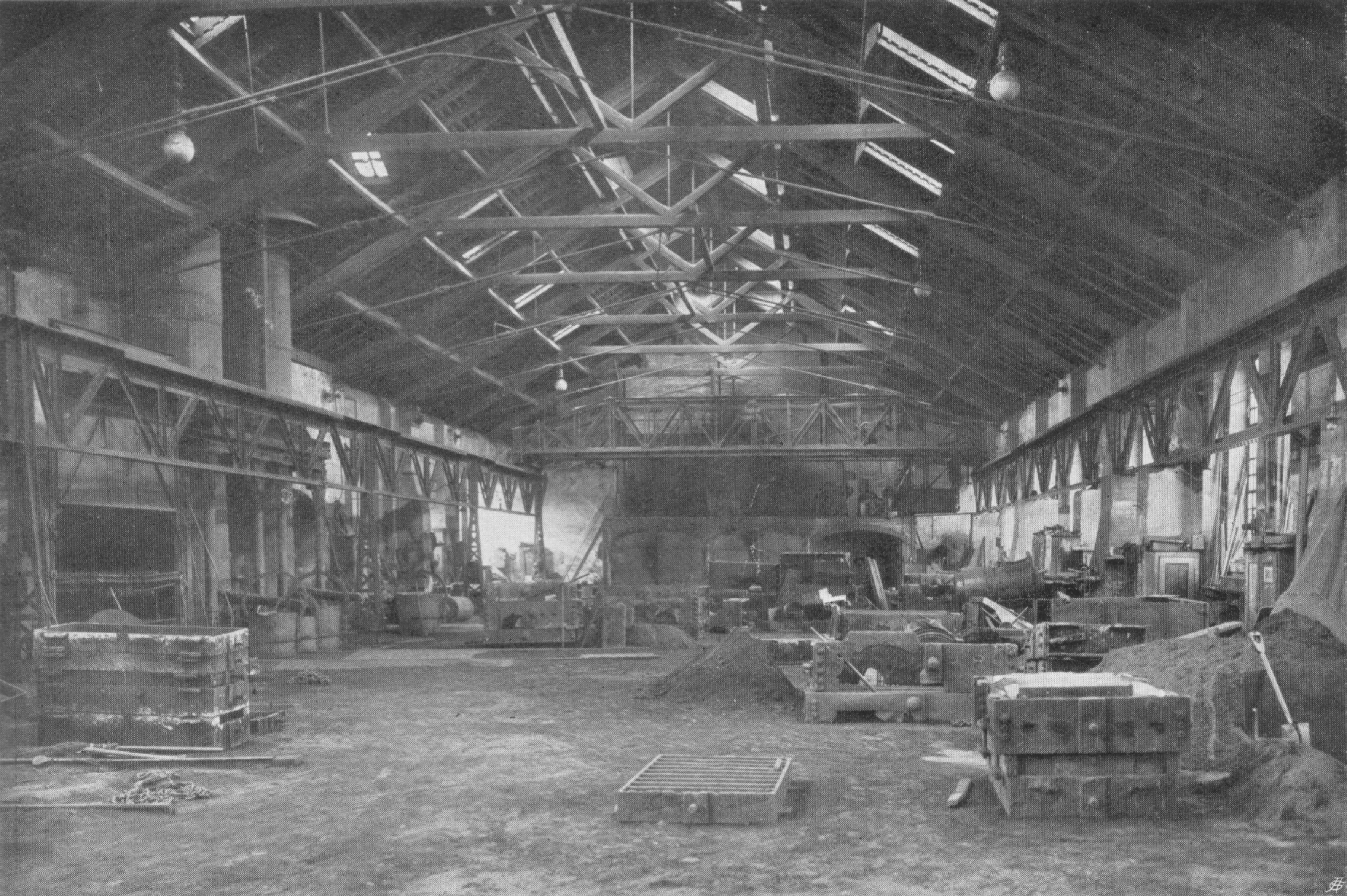
Gießerei
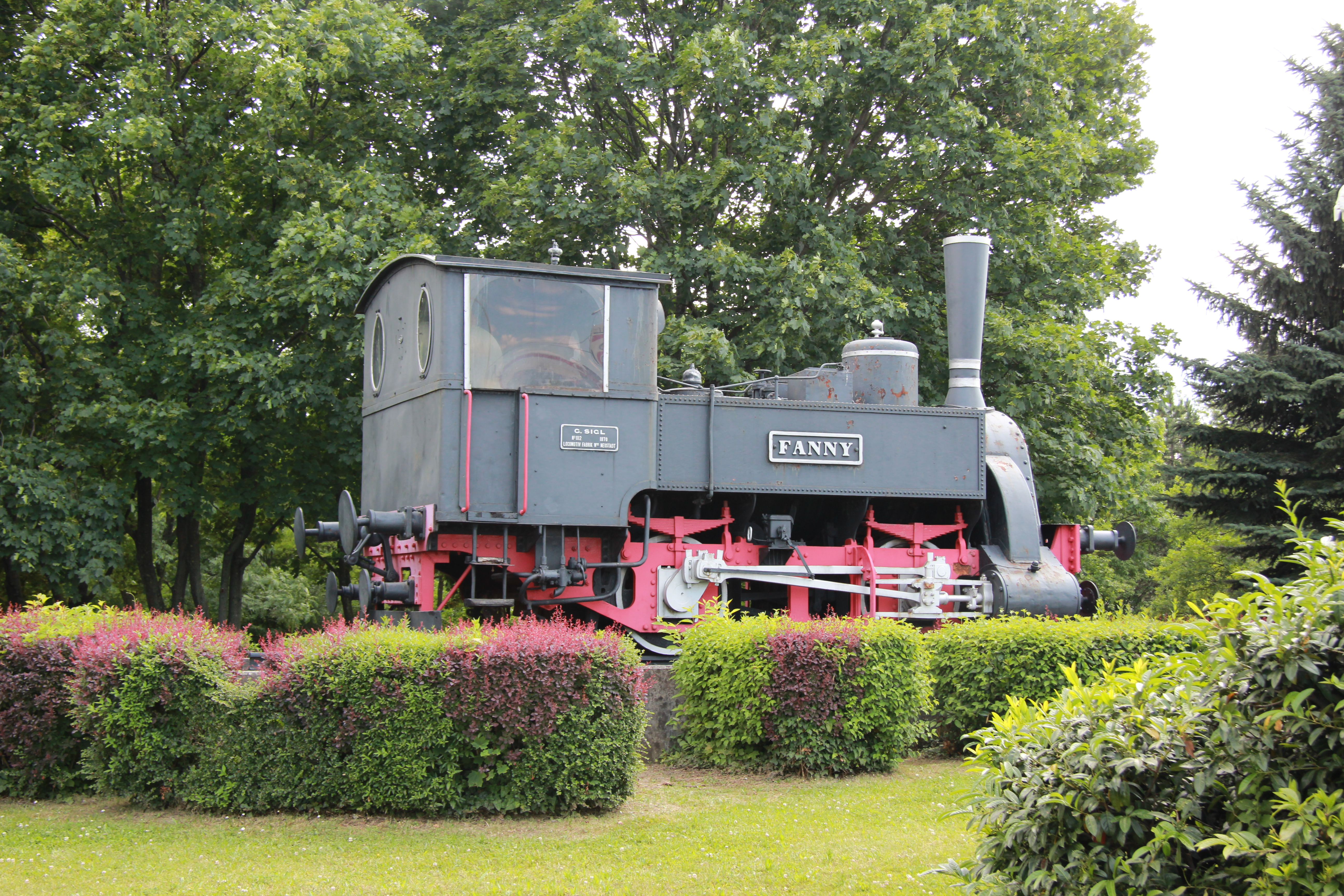
Ehemalige Werkslok Fanny
Lokomotive der Südbahn-Reihe 29 vor dem Portal
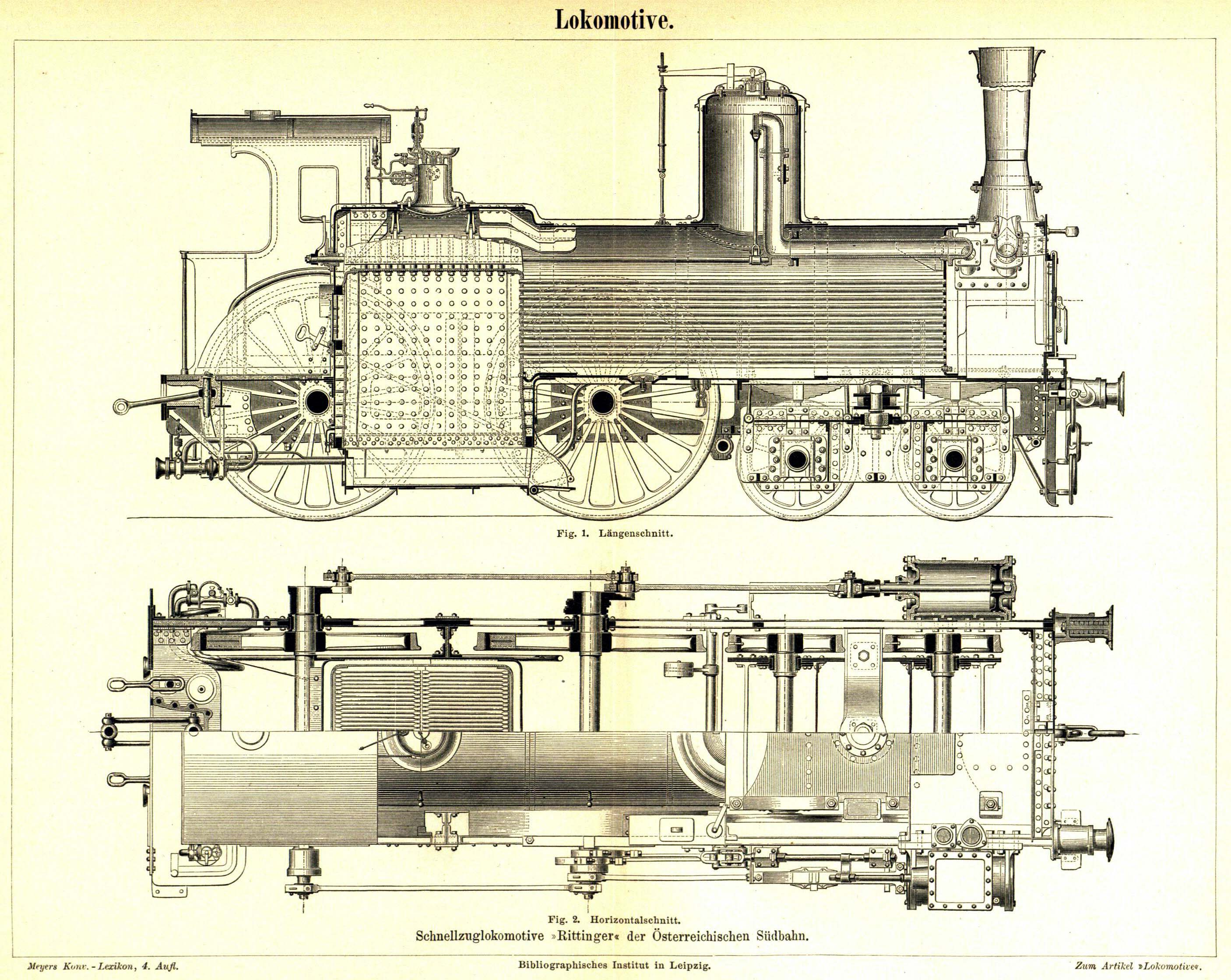
Schnittzeichnungen der Rittinger
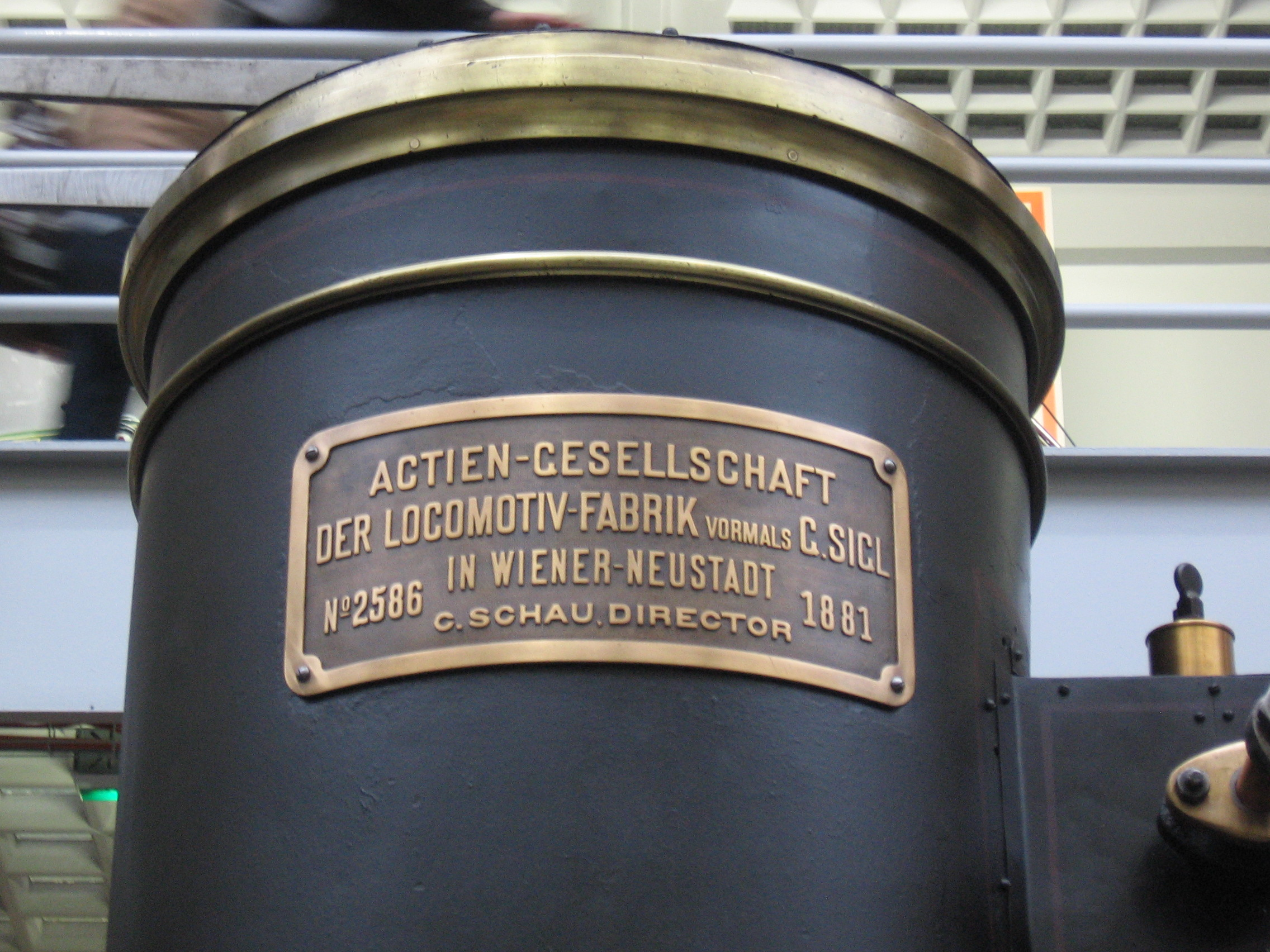
Fabriksschild
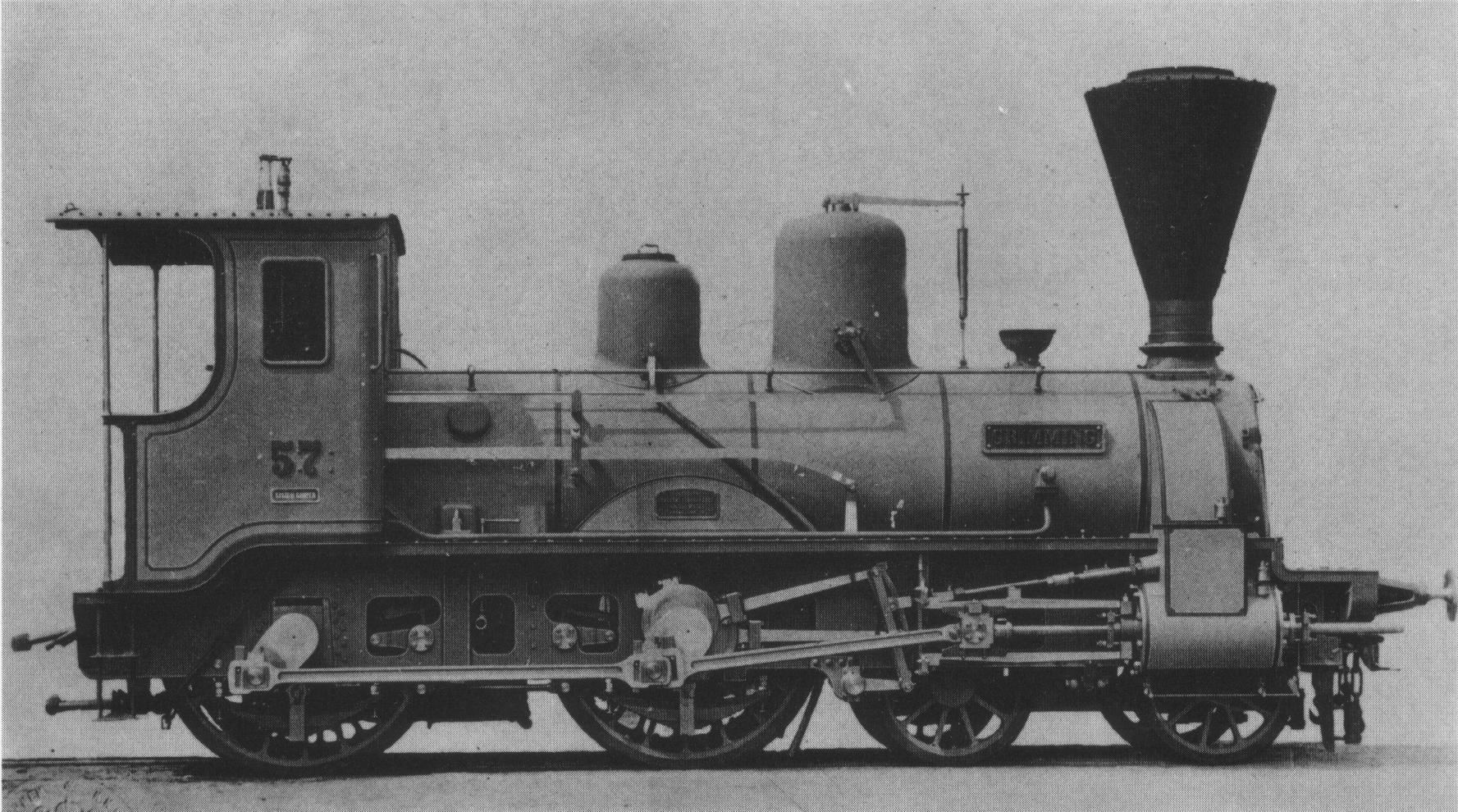
KRB 57 Grimming
ATE Ib
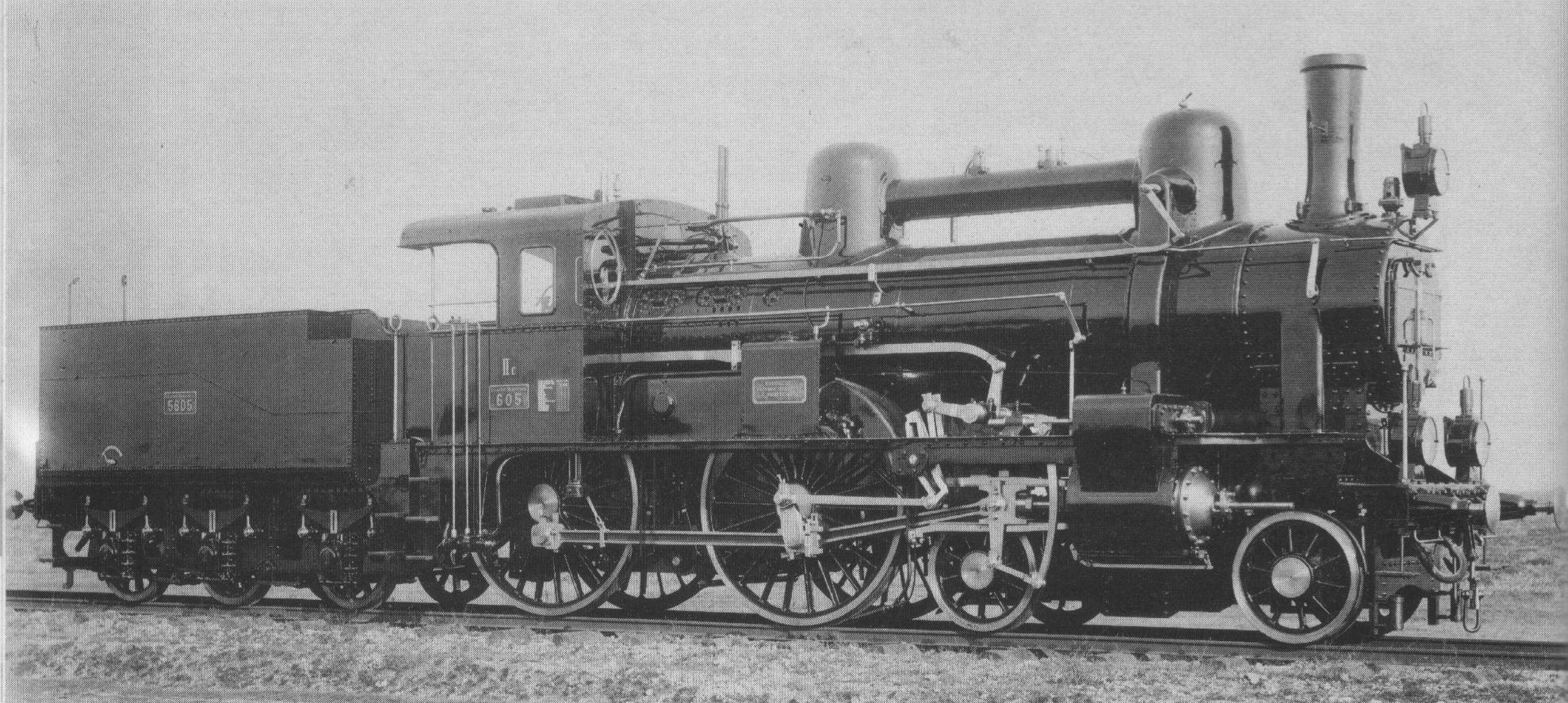
kkStB Reihe 6 von Karl Gölsdorf
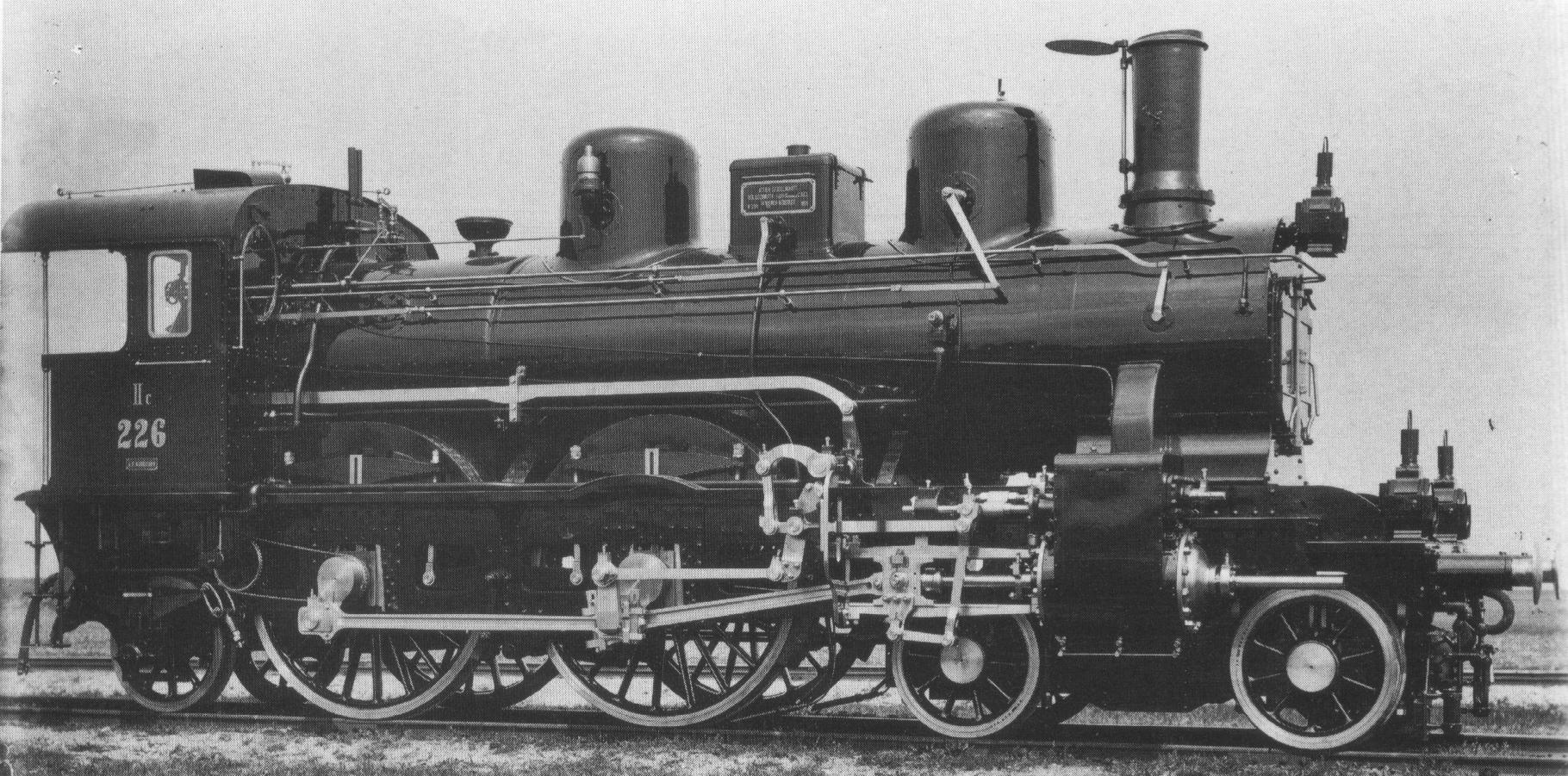
KFNB IId 226
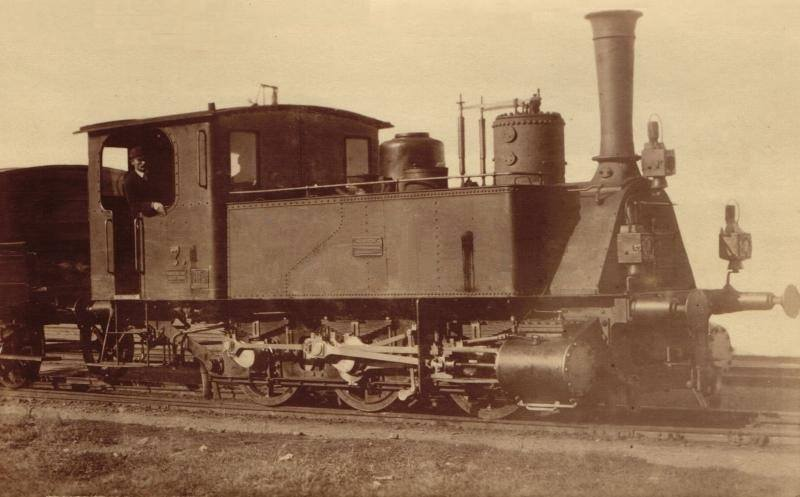
Lok 7 der Szamostalbahn
KNFB IIa
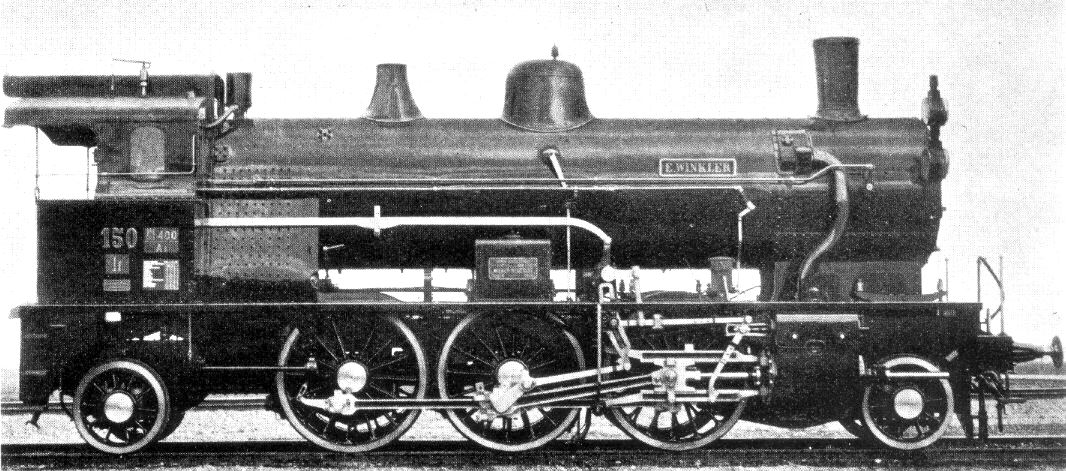
If der Aussig-Teplitzer-Eisenbahn
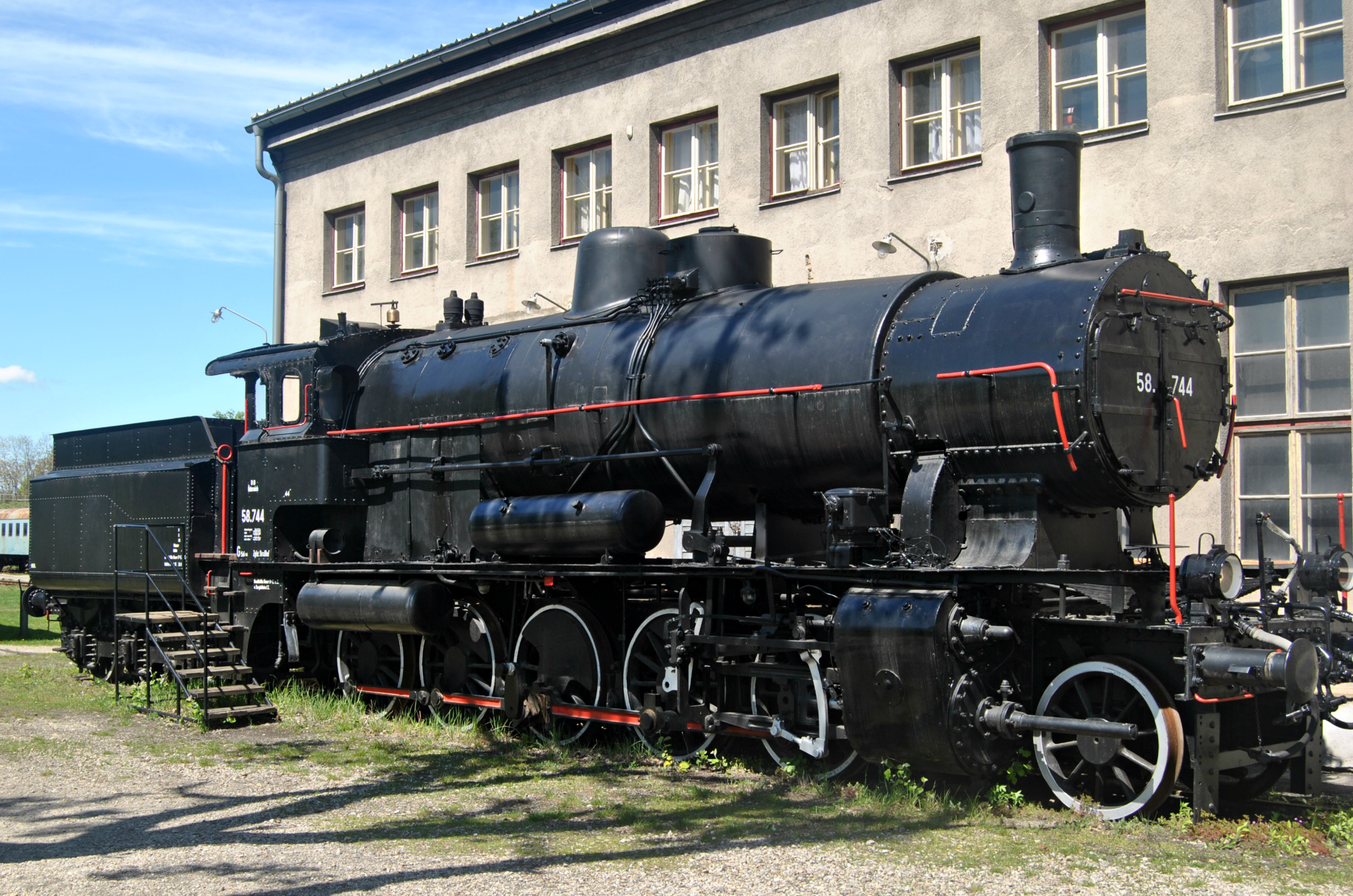
Güterzugslok ÖBB 58 (BBÖ 81)
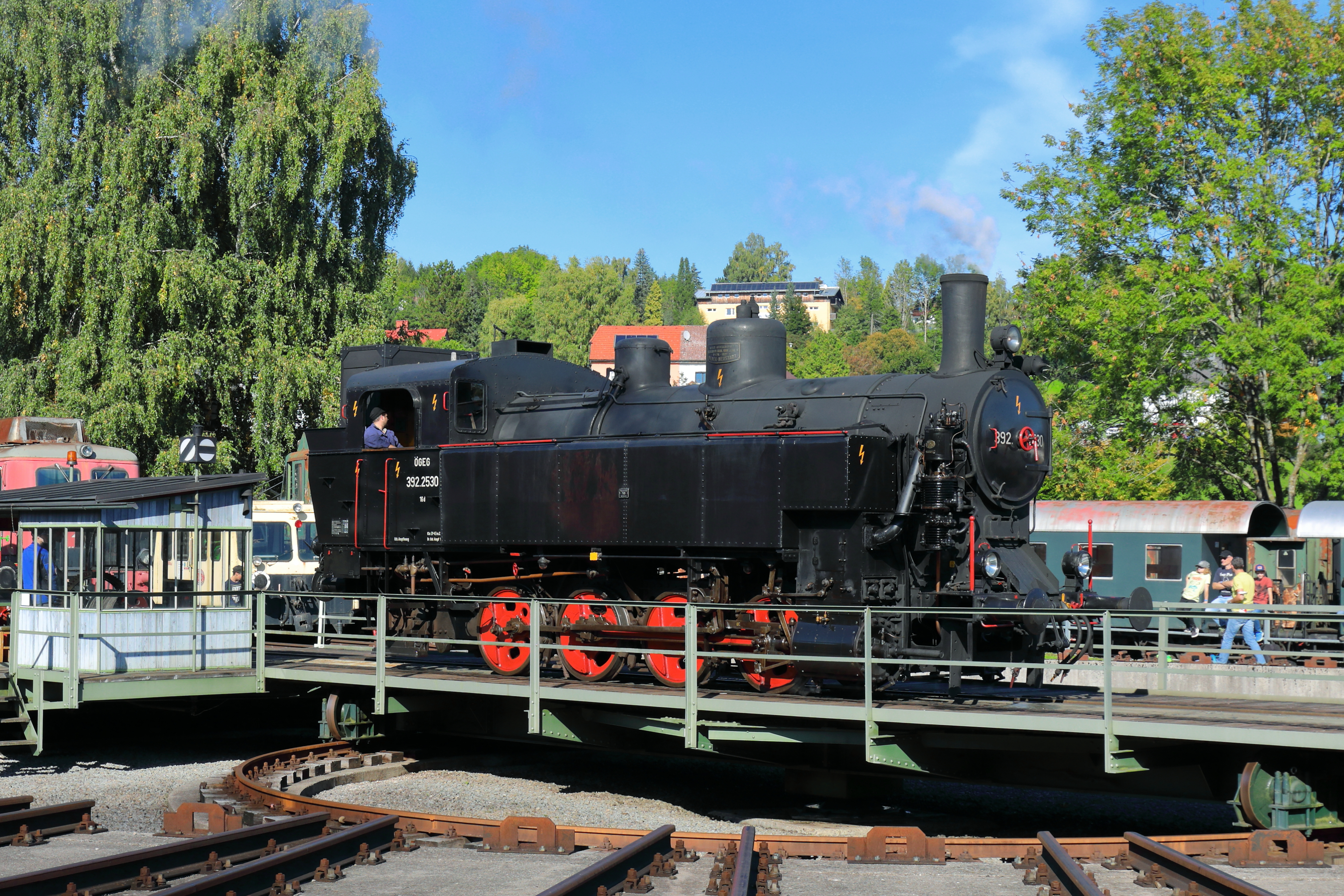
Rangierlok ÖBB 392
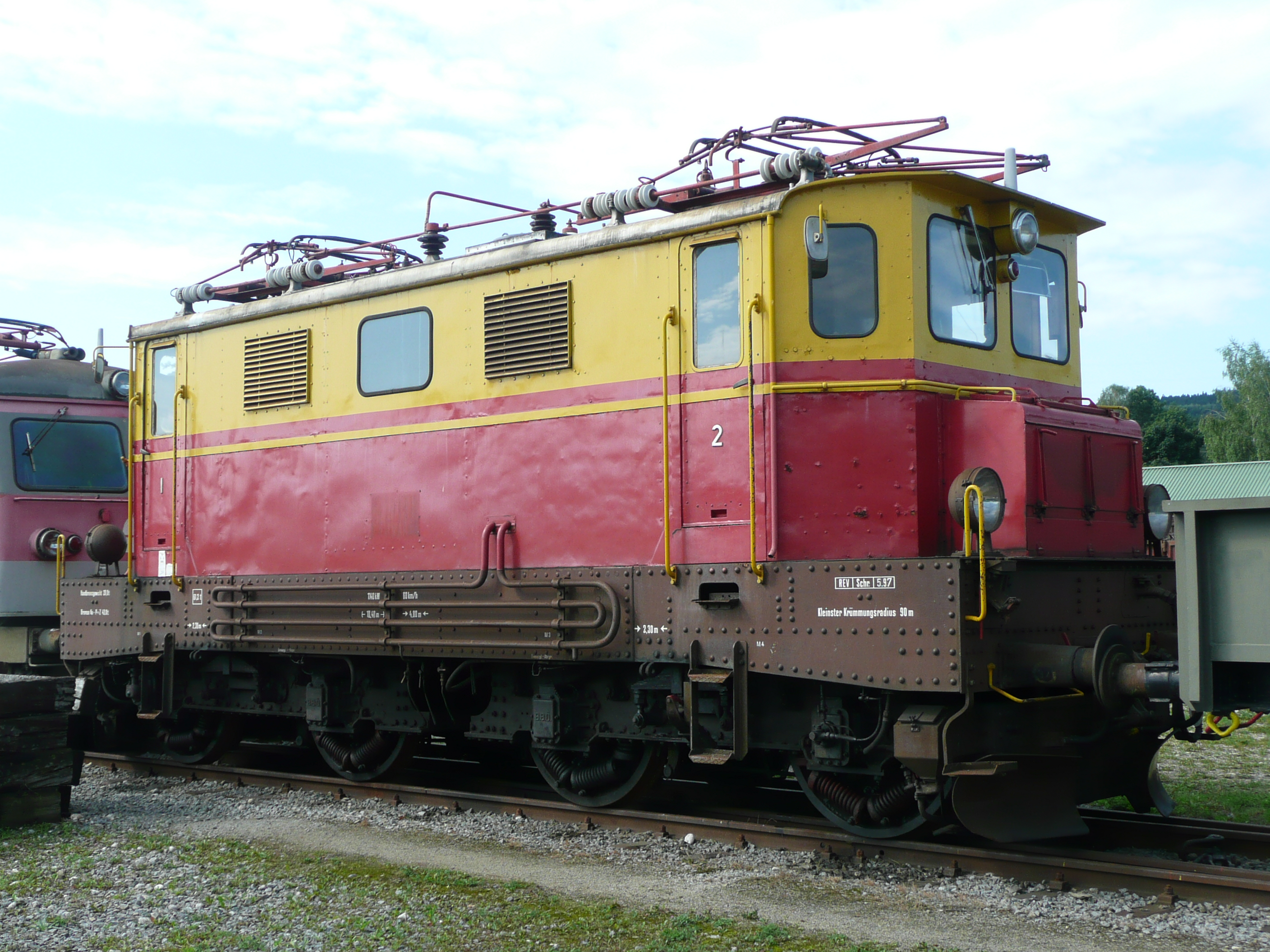
Elektrolok ÖBB 1045 (1929)
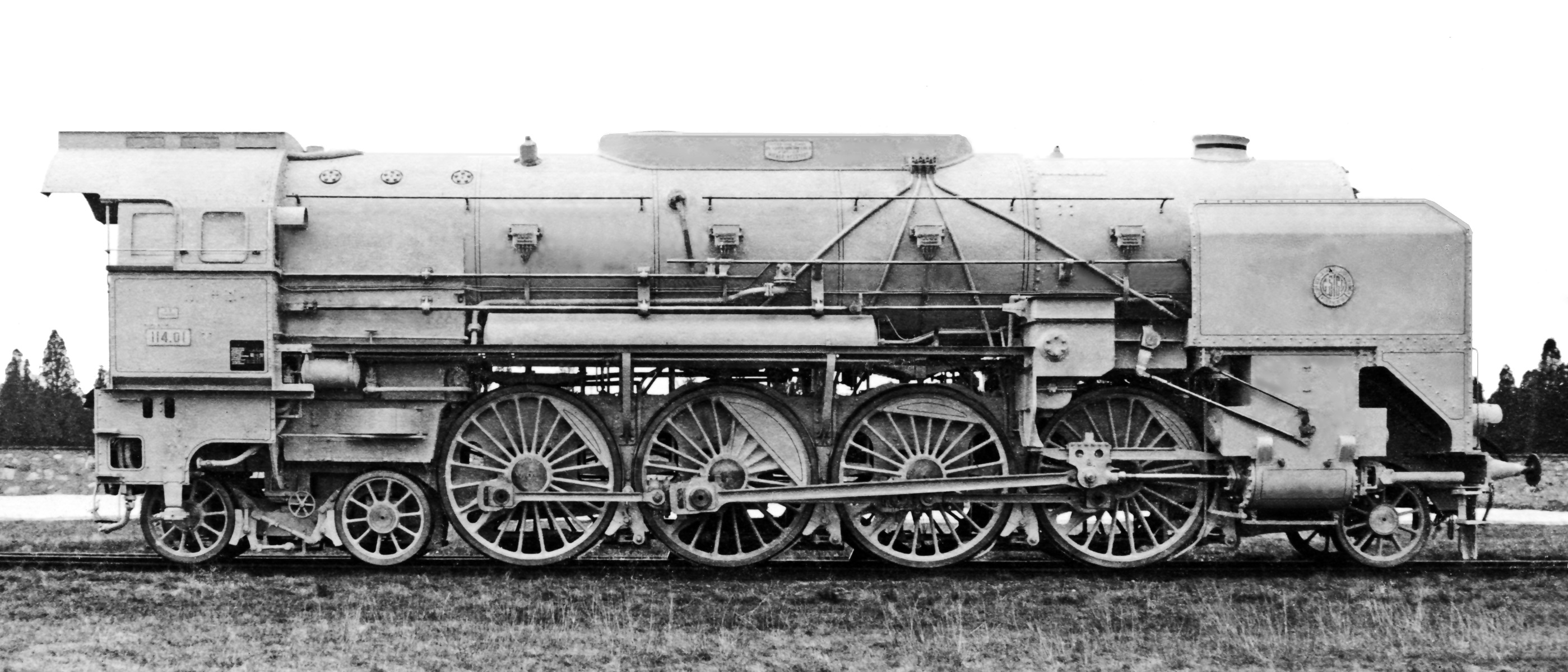
Werkfoto der BBÖ 114.01 (1930)